# Антарктида
Антаркти́да (от греч. ἀντί — «против» и ἄρκτος — «Медведица», отсюда вообще — «север») — континент, расположенный на самом юге Земли. Центр Антарктиды примерно совпадает с Южным географическим полюсом. Омывается Атлантическим, Индийским и Тихим океанами. С 2000 года воды, омывающие Антарктиду к югу от 60° ю. ш., по решению Международной гидрографической организации называются Южным океаном.
Площадь континента составляет около 13 975  тыс. км² (из них шельфовые ледники и присоединённые к материку острова — 1582 тыс. км²), площадь с шельфом (материковой отмелью) 16 355 тыс. км². С севера на юг протяжённость составляет более 3000 км, а с запада на восток — более 4500 км. Средняя высота поверхности Антарктиды самая большая из всех континентов. Помимо полюса холода, в Антарктиде располагаются точки самой низкой относительной влажности воздуха, самого сильного и продолжительного ветра и самой интенсивной солнечной радиации.
Антарктидой также называют часть света, состоящую из материка Антарктиды и прилегающих островов.
Антарктида не принадлежит ни одному государству мира. На территории Антарктиды разрешается проведение только научной деятельности. Антарктида является единственным незаселённым и самым неосвоенным континентом Земли.

## Этимология
Название «Антарктида» является романизированной версией греческого слова ἀνταρκτική — женский род от слова ἀνταρκτικός, которое означает «напротив Арктики», «напротив севера».
О некоем «антарктическом регионе» упоминал ещё Аристотель в книге «Метеорологика» (ок. 350 года до нашей эры). Древнегреческий географ, картограф и математик II века н. э. Марин Тирский использовал это название на карте мира, не сохранившейся до наших дней. Римские писатели Гай Юлий Гигин и Апулей (I—II века нашей эры) использовали для обозначения Южного полюса романизированное греческое название Pólus antarcticus, из которого произошло старофранцузское pole antartike (современное написание — pôle antarctique), зафиксированное в 1270 году и породившее, в свою очередь, среднеанглийское pol antartik в трактате Джефри Чосера 1391 года (современное написание — Antarctic Pole).
Прежде чем обрести свои нынешние географические коннотации, термин «Антарктида» и производные от него использовался для обозначения других мест в значении «напротив севера». Например, недолго просуществовавшая французская колония, основанная в Бразилии в XVI веке, называлась «Антарктическая Франция».
Русские мореплаватели Ф. Ф. Беллинсгаузен и М. П. Лазарев, первыми подошедшие к антарктическим шельфовым ледникам в 1820 году в ходе кругосветной антарктической экспедиции, назвали обнаруженную землю «льдинный материк». «Антарктическим материком» её окрестил в 1840 году американский морской офицер и исследователь Чарлз Уилкс, руководивший в 1830-х годах картографическим департаментом ВМС США. Впервые весь материк был изображён на карте английского океанографа Джона Меррея в 1886 году с надписью «Предполагаемый Антарктический континент».
Первое официальное использование названия «Антарктида» в качестве названия континента в 1890-х годах приписывается шотландскому картографу Джону Джорджу Бартоломью.

## Открытие

Предлагаемый флаг Антарктиды

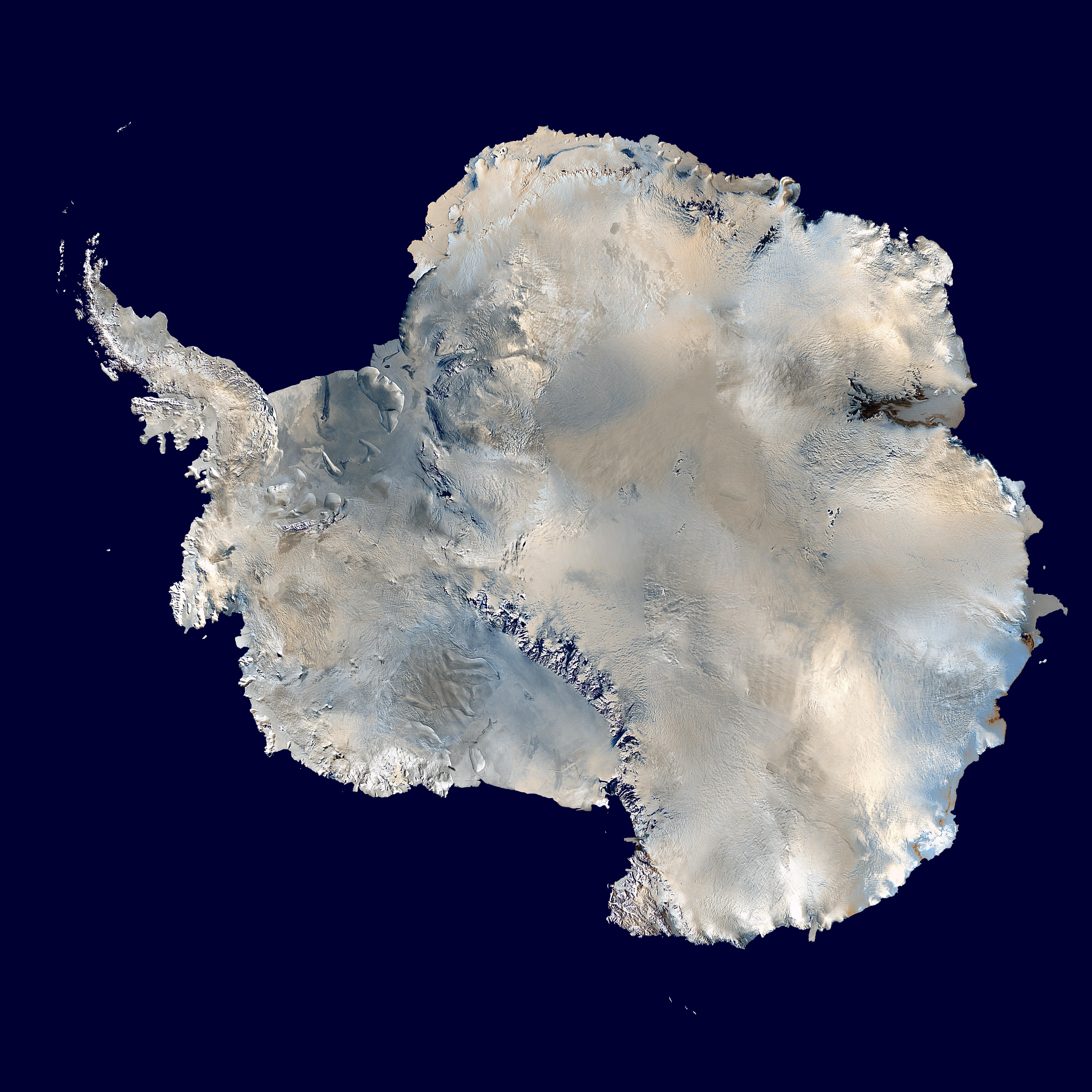
Спутниковое составное изображение Антарктиды

Карта Антарктиды

Антарктида была открыта 16 (28) января 1820 года русской экспедицией под руководством Фаддея Беллинсгаузена и Михаила Лазарева, которые на шлюпах «Восток» и «Мирный» подошли к шельфовому леднику в точке 69°21′ ю. ш. 2°14′ з. д. (район современного шельфового ледника Беллинсгаузена). Ранее существование южного материка (лат. Terra Australis) утверждалось гипотетически, нередко его объединяли с Южной Америкой (например, на карте, составленной Пири-реисом в 1513 году) и Австралией.
Двумя днями позднее (30 января) материка достигла британская экспедиция под руководством ирландца Эдварда Брансфилда, ею был открыт полуостров Тринити — северная оконечность Антарктического полуострова. Вновь открытые земли Брансфилд объявил владениями Британии, его судовой журнал и карты были отправлены в Британское адмиралтейство. Позже его судовой журнал был утерян.
Первыми ступила на континент, вероятно, команда американского корабля «Сесилия» 7 февраля 1821 года. Точное место высадки неизвестно, но предполагается, что она произошла в заливе Хьюз (64°13′ ю. ш. 61°20′ з. д.). Это заявление о высадке на континент относится к самым ранним. К наиболее точным относится заявление о высадке на материк (Берег Дейвиса) от норвежского предпринимателя Хенрика Иоганна Булля, датируемое 1895 годом.

## География
Геоистория: см. Геология Антарктиды

### Географическое деление
Территория Антарктиды делится на географические площади и области, открытые ранее различными путешественниками. Область, исследуемая и названная в честь открывателя (или других лиц), называется «земля».
Список земель Антарктиды:
- Земля Адели
- Земля Александра I
- Земля Виктории
- Земля Вильгельма II
- Земля Георга V
- Земля Грейама
- Земля Кемпа
- Земля Королевы Елизаветы
- Земля Королевы Мод
- Земля Королевы Мэри
- Земля Котса
- Земля Мак-Робертсона
- Земля Мэри Бэрд
- Земля Палмера
- Земля Принцессы Елизаветы
- Земля Уилкса
- Земля Эдуарда VII
- Земля Элсуэрта
- Земля Эндерби

Кроме того, к Антарктиде относятся Южные Оркнейские, Южные Шетландские острова, острова Баллени и Беркнер.
Самой северной точкой континента является мыс Сифре.

### Рельеф

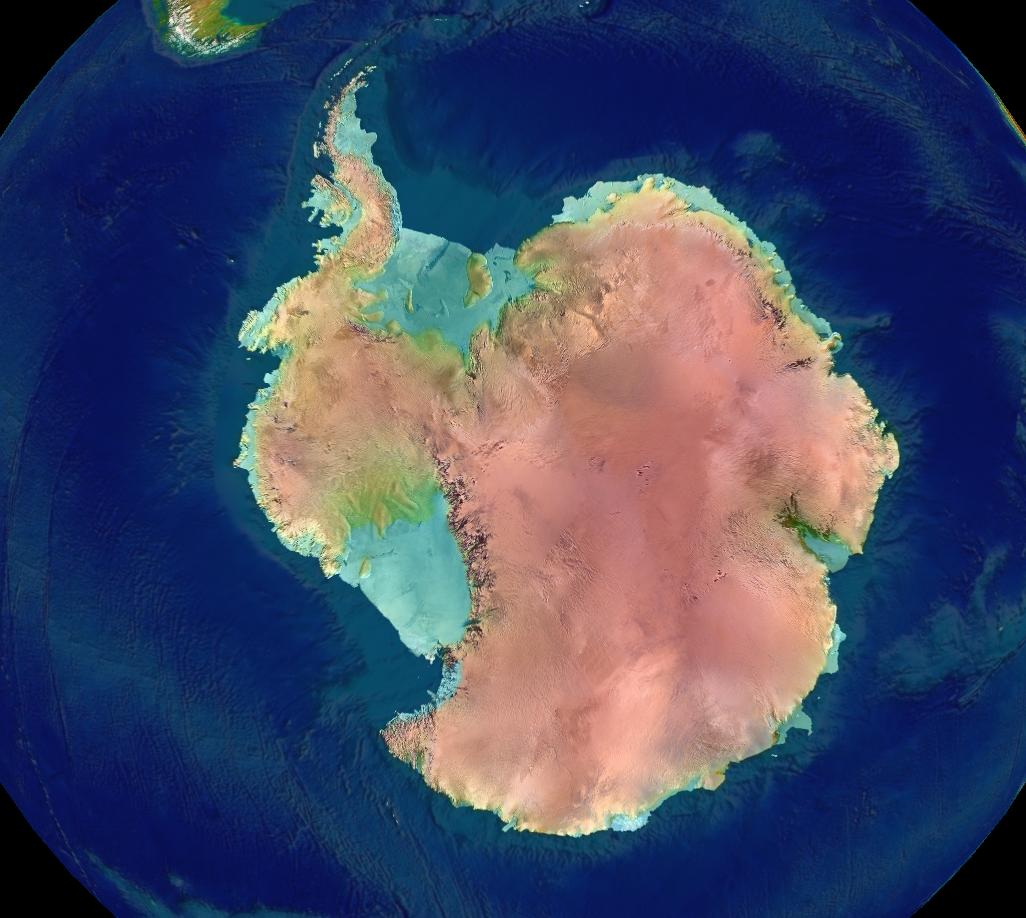
Рельеф поверхности материка, оттенками красного обозначены высоты

Подлёдный рельеф Антарктиды

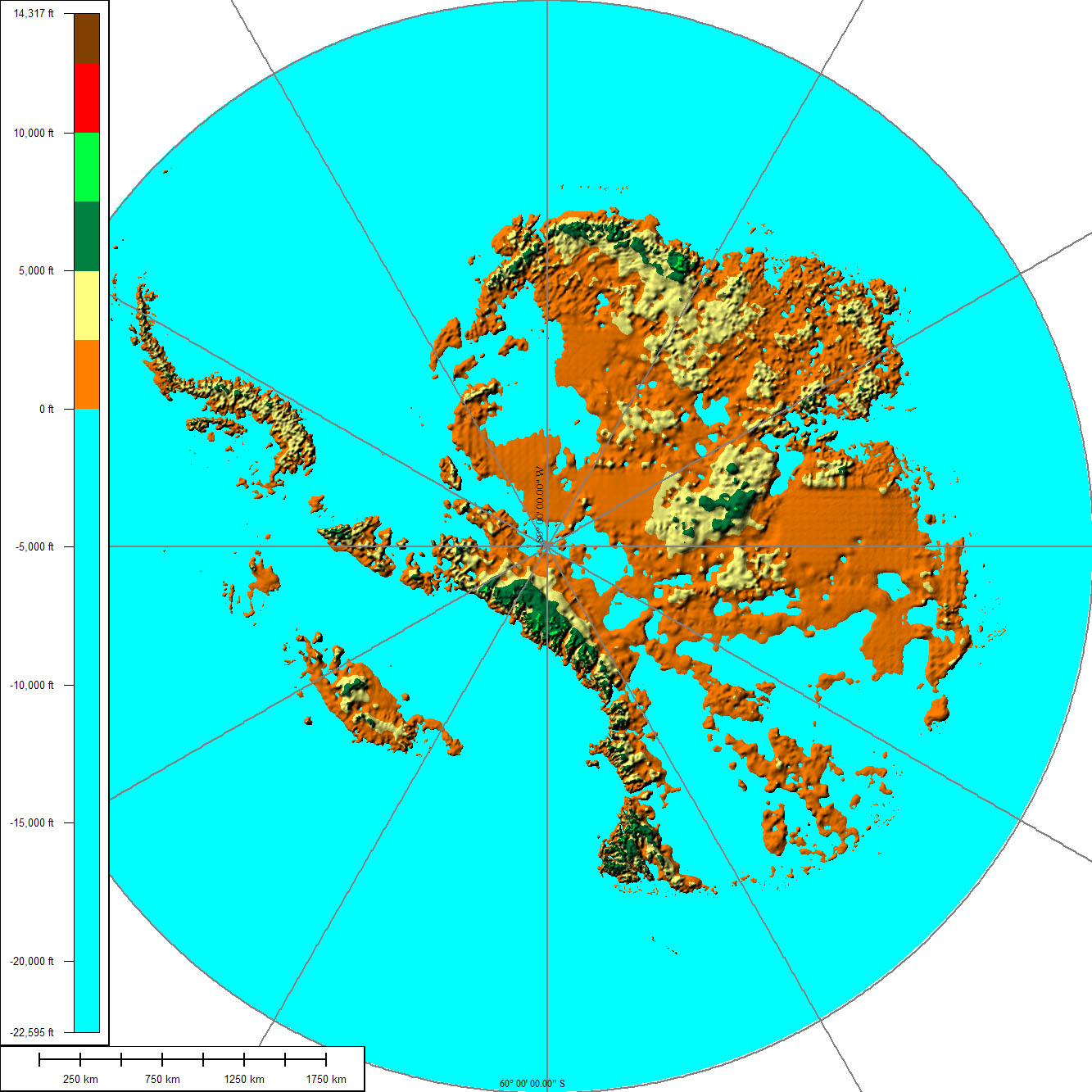
Рельеф поверхности материка в случае таяния ледникового покрова

Антарктида — самый высокий континент Земли, средняя высота поверхности континента над уровнем моря составляет более 2000 м, а в центре континента достигает 4000 м. Бо́льшую часть этой высоты составляет постоянный ледниковый покров континента, под которым скрыт континентальный рельеф, и лишь 0,3 % (около 40 000 км²) её площади свободны ото льда — в основном в Западной Антарктиде и Трансантарктических горах: острова, участки побережья, так называемые «сухие долины» и отдельные гребни и горные вершины (нунатаки), возвышающиеся над ледяной поверхностью. Трансантарктические горы, пересекающие почти весь материк, делят Антарктиду на две части — Западную Антарктиду и Восточную Антарктиду, имеющие различное происхождение и геологическое строение. На востоке находится высокое (наибольшее возвышение поверхности льда 4004 м над уровнем моря) покрытое льдом Советское плато. Западная часть состоит из группы гористых островов, соединённых между собой льдом. На тихоокеанском побережье расположены Антарктические Анды, высота которых превышает 4000 м; самая высокая точка континента — 4892 м над уровнем моря — массив Винсон в горах Элсуорт. В Западной Антарктиде находится и глубочайшая депрессия континента — впадина Бентли, вероятно, рифтового происхождения. Глубина впадины Бентли, заполненной льдом, достигает 2555 м ниже уровня моря.

#### Подлёдный рельеф
Исследования с помощью современных методов позволили больше узнать о подлёдном рельефе южного материка. В результате исследований выяснилось, что около трети материка лежит ниже уровня мирового океана, исследования также показали наличие горных цепей и массивов.
Западная часть континента имеет сложный рельеф и большие перепады высот. Здесь находятся самая высокая гора (Винсон, 4892 м) в Антарктиде. Антарктический полуостров представляет собой продолжение южноамериканских Анд, которые тянутся в направлении южного полюса, немного уклоняясь от него в западный сектор.
Восточная часть материка имеет преимущественно сглаженный рельеф, с отдельными плато и горными хребтами высотой до 3—4 км. В отличие от западной части, сложенной молодыми кайнозойскими породами, восточная являет собой выступ кристаллического фундамента платформы, ранее входившей в состав Гондваны.
Новая карта НАСА, названная BedMachine Antarctica, опубликованная 12 декабря 2019 года в журнале «Nature Geoscience», сочетает в себе сейсмические измерения и измерения движения льда, создала наиболее детальную карту материка, скрытого подо льдами Антарктики. Новая карта раскрывает неизвестные ранее топографические особенности, которые формируют ледяной поток на замёрзшем континенте. В данные включены свидетельства о самом глубоком каньоне на планете Земля. Изучая, сколько льда протекает через определённый узкий регион, известный как впадина Денмана, каждый год, исследователи поняли, что он должен пролегать как минимум на 3500 метров ниже уровня моря, чтобы вместить весь объём замёрзшей воды. Это намного глубже, чем Мёртвое море, самая низкая открытая область суши, которая находится на 432 метра ниже уровня моря.
Континент имеет сравнительно низкую вулканическую активность: на 2017 год было известно о 138 вулканах. Самый крупный вулкан — гора Эребус на острове Росса в одноимённом море.
Исследования подлёдного рельефа, проведённые НАСА, обнаружили в Антарктиде кратер астероидного происхождения. Диаметр воронки составляет 482 км. Кратер образовался при падении на Землю астероида поперечником примерно в 48 километров (больше Эроса), примерно 250 миллионов лет назад, в пермско-триасовое время. Пыль, поднятая при падении и взрыве астероида, привела к многовековому похолоданию и, по одной из гипотез, гибели большей части флоры и фауны той эпохи. Этот кратер на сегодняшний день считается крупнейшим на Земле.
В случае полного таяния ледников площадь Антарктиды сократится на треть: западная Антарктида превратится в архипелаг, а восточная останется материком.

### Ледниковый покров

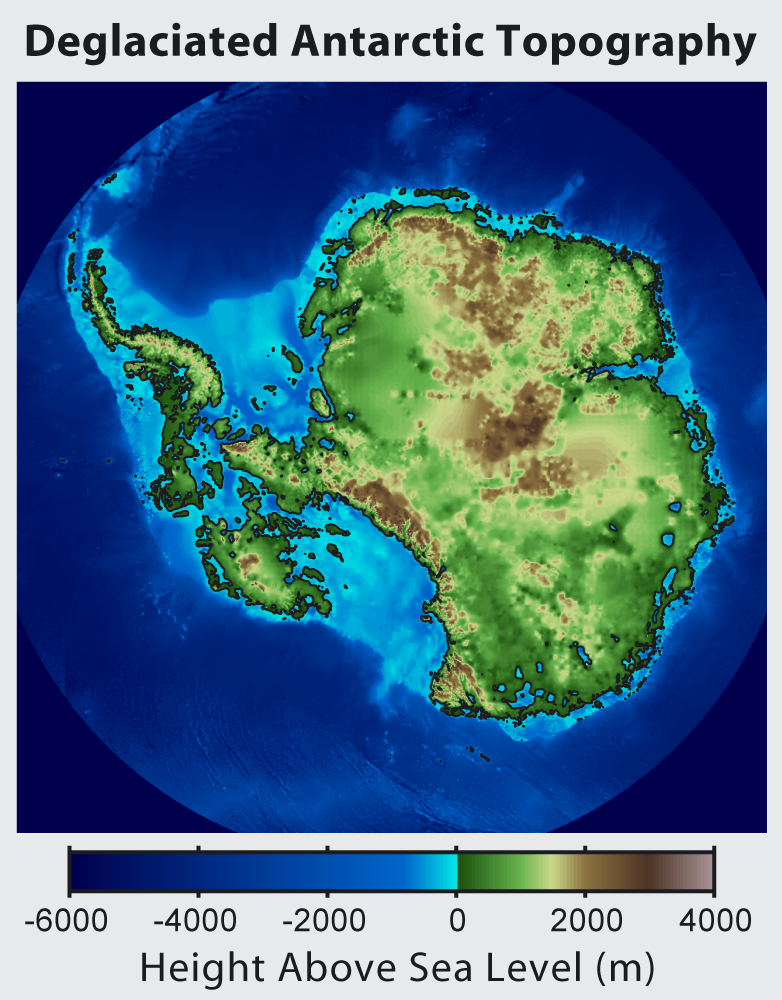
Рельеф поверхности материка с учётом поднятия земной коры в случае таяния ледникового покрова и повышения уровня моря

Когда-то Антарктида была обычным, свободным ото льда континентом, покрытым вечнозелёной растительностью. Резкое изменение климата, начавшееся 34 миллиона лет назад во время эоцен-олигоценового вымирания, запустило ряд не до конца изученных процессов, приведших к падению количества CO2 в атмосфере Земли, что вызвало похолодание и в конечном итоге привело к почти полному оледенению Антарктиды. По словам академика В. М. Котлякова важную роль в оледенении Антарктиды также сыграл разрыв перемычки, соединяющей Южную Америку и Антарктический полуостров, что привело к формированию антарктического циркумполярного течения и изоляции приантарктических вод от остальной части Мирового океана.
Сейчас Антарктический ледяной щит является крупнейшим на нашей планете и превосходит ближайший по размеру гренландский ледниковый покров по площади приблизительно в 10 раз. В нём сосредоточено ~30 млн км³ льда, то есть 90 % всех льдов суши. Из-за тяжести льда, как показывают исследования геофизиков, континент просел, в среднем на 0,5 км, на что указывает и его относительно глубокий шельф. Согласно исследованию, проведённому Британским обществом исследования Антарктики в период с 1963 по 2013 год, запасы льда составляют 26,5 миллиона км³.
Ледниковый покров в Антарктиде содержит около 80 % всех пресных вод планеты; если он полностью растает, уровень Мирового океана повысится почти на 60 метров (для сравнения: если бы растаял гренландский ледяной щит, уровень океана бы повысился всего на 8 метров).
Ледниковый щит имеет форму купола с увеличением крутизны поверхности к побережью, где он во многих местах обрамлён шельфовыми ледниками. Средняя толщина слоя льда — 2500—2800 м, достигающая максимального значения в некоторых районах Восточной Антарктиды — 4800 м. Снежный покров образует в некоторых местах характерный рельеф, который носит название заструги. Накопление льда на ледниковом покрове приводит, как и в случае других ледников, к течению льда в зону абляции (разрушения), в качестве которой выступает побережье континента; лёд откалывается в виде айсбергов. Годовой объём абляции оценивается в 2500 км³.
Особенностью Антарктиды является большая площадь шельфовых ледников (низкие (голубые) области Западной Антарктиды), которая составляет ~10 % от площади, возвышающейся над уровнем моря; эти ледники являются источниками айсбергов рекордных размеров, значительно превосходящих размеры айсбергов выводных ледников Гренландии; так, например, в 2000 году от шельфового ледника Росса откололся наибольший известный на данный момент (2005 год) айсберг B-15 площадью свыше 10 тысяч км². В зимний период (лето в Северном полушарии) площадь морских льдов вокруг Антарктиды увеличивается до 18 миллионов км², а в летний убывает до 3—4 миллионов км².
При замерзании льда в него вмерзают воздушные пузырьки, в результате лёд хранит состав атмосферного воздуха. Бурение льда в самой толстой части антарктического ледового покрова около станции «Восток», начатое в 1950-х годах, дало возможность определить состояние климата Земли на протяжении последних 420 тысяч лет.
С помощью новой скважины учёные собираются получить данные о составе атмосферы и о климате за последние полтора миллиона лет.
Возраст ледникового покрова в верхней части можно определить по годовым слоям, состоящим из зимних и летних отложений, а также по маркирующим горизонтам, несущим информацию о глобальных событиях (например, извержения вулканов). Но на большой глубине для определения возраста используют численное моделирование растекания льда, которое строится, исходя из знания о рельефе, температуре, скорости накопления снега и тому подобного.

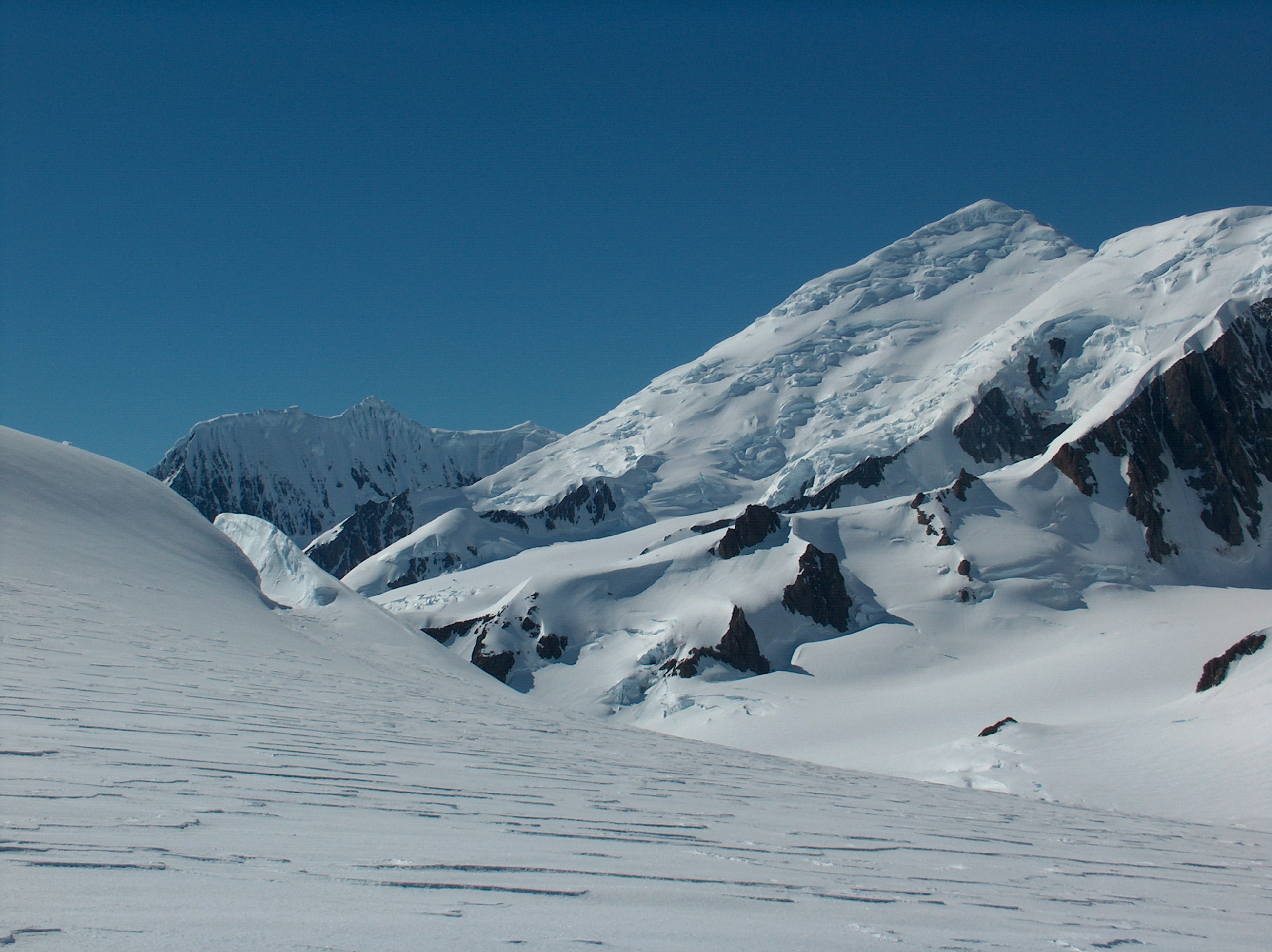
Горы Тангра, остров Ливингстон (Смоленск)
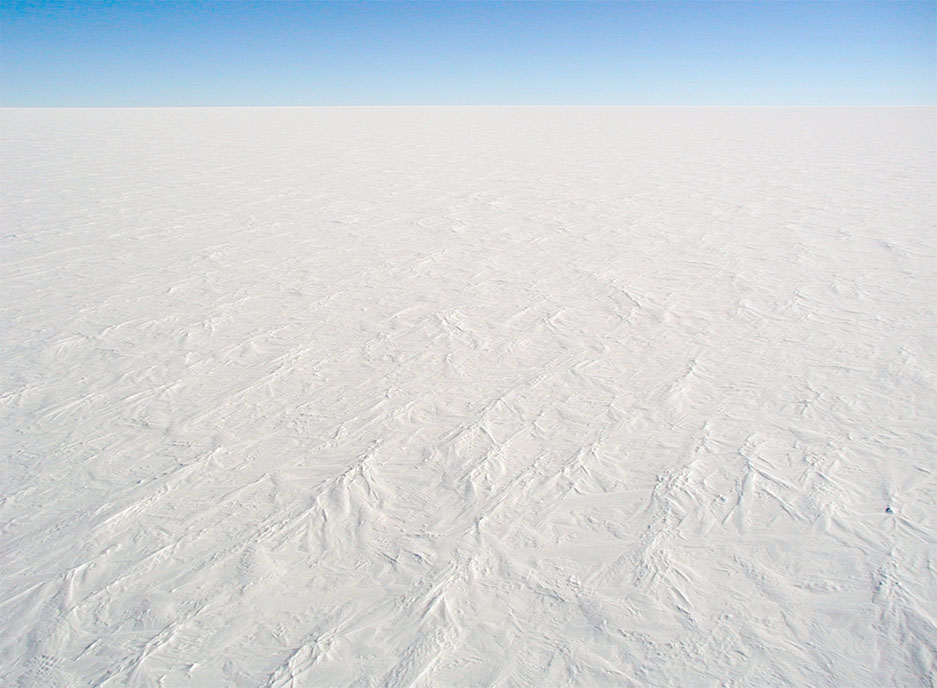
Типичный пейзаж Антарктиды
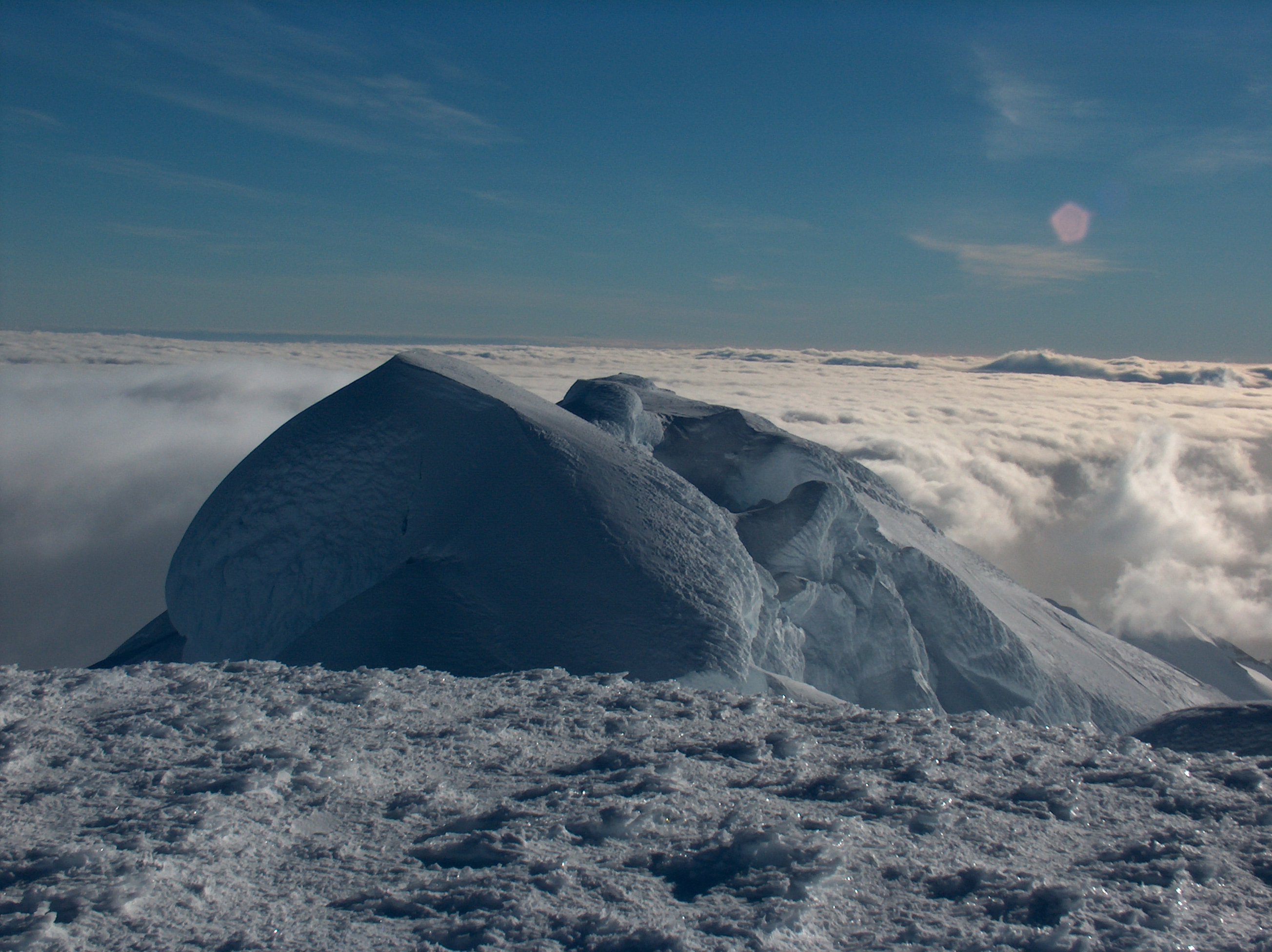
Пик Св. Бориса, остров Ливингстон (Смоленск)
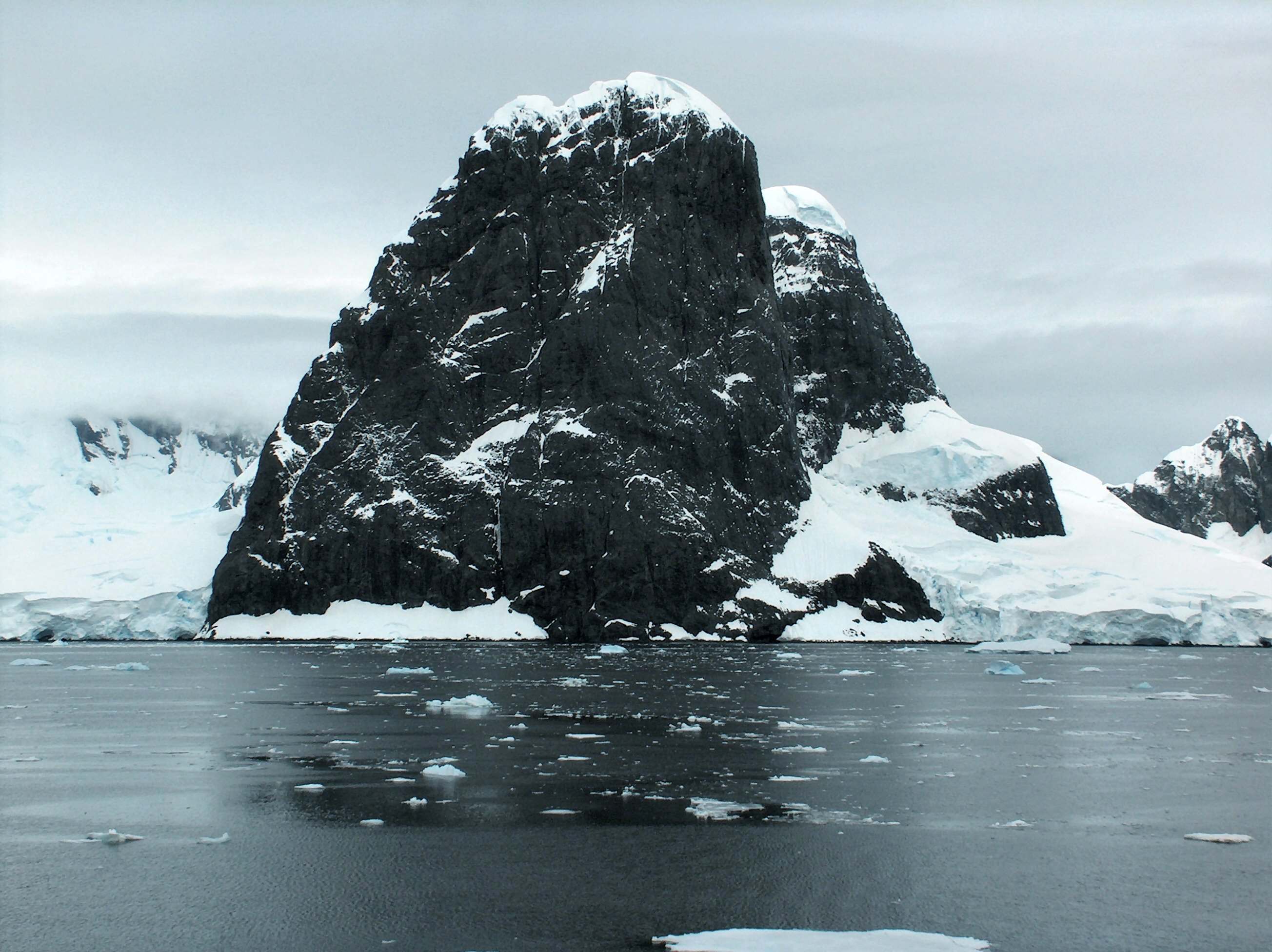
Пики Уны, Лемер (пролив, Антарктида)

### Геологическое строение
Антарктида — один из осколков сверхконтинента Гондваны.

#### Восточная Антарктида
Восточная Антарктида представляет собой древнюю докембрийскую континентальную платформу (кратон), сходную с платформами Индии, Бразилии, Африки и Австралии. Возраст пород кристаллического фундамента составляет 2,5—2,8 млрд лет, самые древние породы Земли Эндерби — более 3 млрд лет.
Фундамент покрыт более молодым осадочным чехлом, сформировавшимся 350—190 млн лет назад, в основном морского происхождения. В слоях возрастом 320—280 млн лет присутствуют ледниковые отложения, однако более молодые содержат ископаемые остатки растений и животных, в том числе ихтиозавров, что свидетельствует о сильном отличии климата того времени от современного. Находки теплолюбивых пресмыкающихся и папоротниковой флоры были сделаны первыми исследователями Антарктиды и послужили одним из веских доказательств широкомасштабных горизонтальных движений плит, подтверждающим концепцию тектоники плит.

#### Сейсмическая активность. Вулканизм
Антарктида — тектонически спокойный континент с малой сейсмической активностью. Проявления вулканизма сосредоточены в Западной Антарктике и связаны с Антарктическим полуостровом, возникшим в ходе Андского периода горообразования. Некоторые из вулканов, особенно островные, извергались в последние 200 лет. Самый активный вулкан Антарктиды — Эребус. Его называют «вулканом, сторожащим путь к Южному полюсу».
В 2017 году новые исследования Западно-Антарктического рифта (West Antarctic Rift), проведённые учёными из Эдинбургского университета, выявили 91 новый вулкан высотой от 100 до 3850 метров; прежде их не удавалось найти из-за льда, толщина которого в некоторых местах превышает 4 км. Система напоминает Восточно-Африканский вулканический массив, который ранее считался крупнейшим скоплением вулканов в мире.
Прежде было известно о существовании в регионе 47 подлёдных вулканов.
Вулканическая активность может быть спровоцирована[прояснить] природным потеплением, что кардинально изменит всю Антарктиду.

### Климат

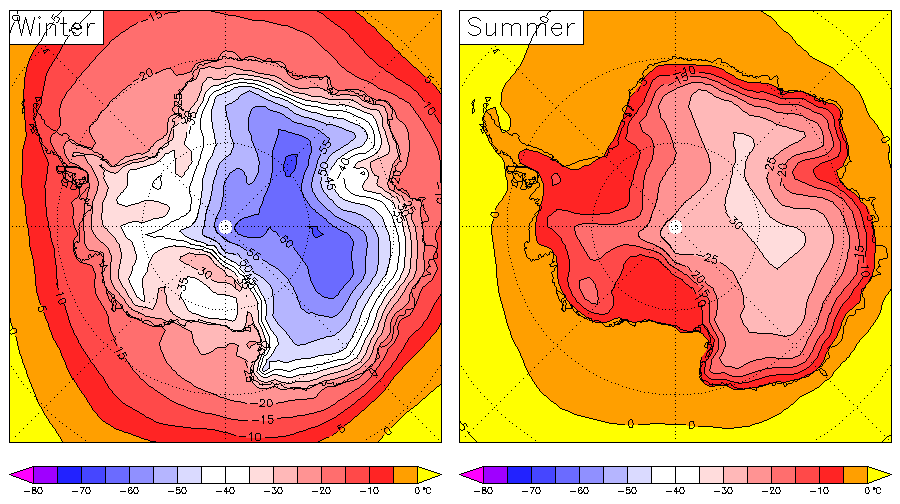
Средние зимние (слева) и летние (справа) температуры в Антарктиде

Антарктида отличается крайне суровым холодным климатом. В Восточной Антарктиде на советской антарктической станции «Восток» 21 июля 1983 года зарегистрирована самая низкая температура воздуха на Земле за всю историю метеорологических измерений: −89,2 °C. Район считается полюсом холода Земли. 9 декабря 2013 года на конференции Американского геофизического союза группа американских исследователей сообщила, что 10 августа 2010 года температура воздуха в одной из точек Антарктиды опускалась до −93,2 °C (−135,8 °F). Данная информация была выявлена в результате анализа спутниковых данных НАСА. Однако, по мнению одного из авторов сообщения Т. Скамбоса (англ. Ted Scambos), полученное значение не будет зарегистрировано в качестве рекордного, поскольку определено в результате спутниковых измерений, а не с помощью термометра. Средние температуры зимних месяцев — от −75 до −60 °C, а летних — от −50 до −30 °C; на побережье зимой — от −35 до −8 °C, а летом — от 0 до +5 °C. Зимними месяцами в Антарктиде (как и во всём южном полушарии) являются июнь, июль и август, а летними — декабрь, январь и февраль.
Другой особенностью метеорологии Восточной Антарктиды являются стоковые (катабатические) ветры, обусловленные её куполообразным рельефом. Эти устойчивые ветры южных направлений возникают на достаточно крутых склонах ледникового щита вследствие охлаждения слоя воздуха у поверхности льда, плотность приповерхностного слоя повышается, и он под действием силы тяжести стекает вниз по склону. Толщина слоя стока воздуха составляет обычно 200—300 м; из-за большого количества ледяной пыли, несомой ветром, горизонтальная видимость при таких ветрах очень низка. Сила стокового ветра пропорциональна крутизне склона и наибольших значений достигает на прибрежных районах с высоким уклоном в сторону моря. Максимальной силы стоковые ветра достигают антарктической зимой — с апреля по ноябрь они дуют почти непрерывно круглые сутки, с ноября по март — в ночные часы или когда Солнце находится низко над горизонтом. Летом в дневные часы благодаря прогреву приповерхностного слоя воздуха солнцем стоковые ветры у побережья прекращаются.
Данные по изменениям температуры за период с 1981 по 2007 год показывают, что температурный фон в Антарктиде менялся неравномерно. Для Западной Антарктиды в целом наблюдается повышение температуры, тогда как для Восточной Антарктиды потепления не обнаружено, и даже отмечен некоторый спад. Маловероятно, что в XXI веке процесс таяния ледников Антарктиды существенно усилится. Наоборот, ожидается, что с ростом температуры возрастёт количество снега, выпадающего на Антарктический ледниковый покров. Однако в связи с потеплением возможно более интенсивное разрушение шельфовых ледников и ускорение движения выводных ледников Антарктиды, выбрасывающих лёд в Мировой океан.

### Внутренние воды

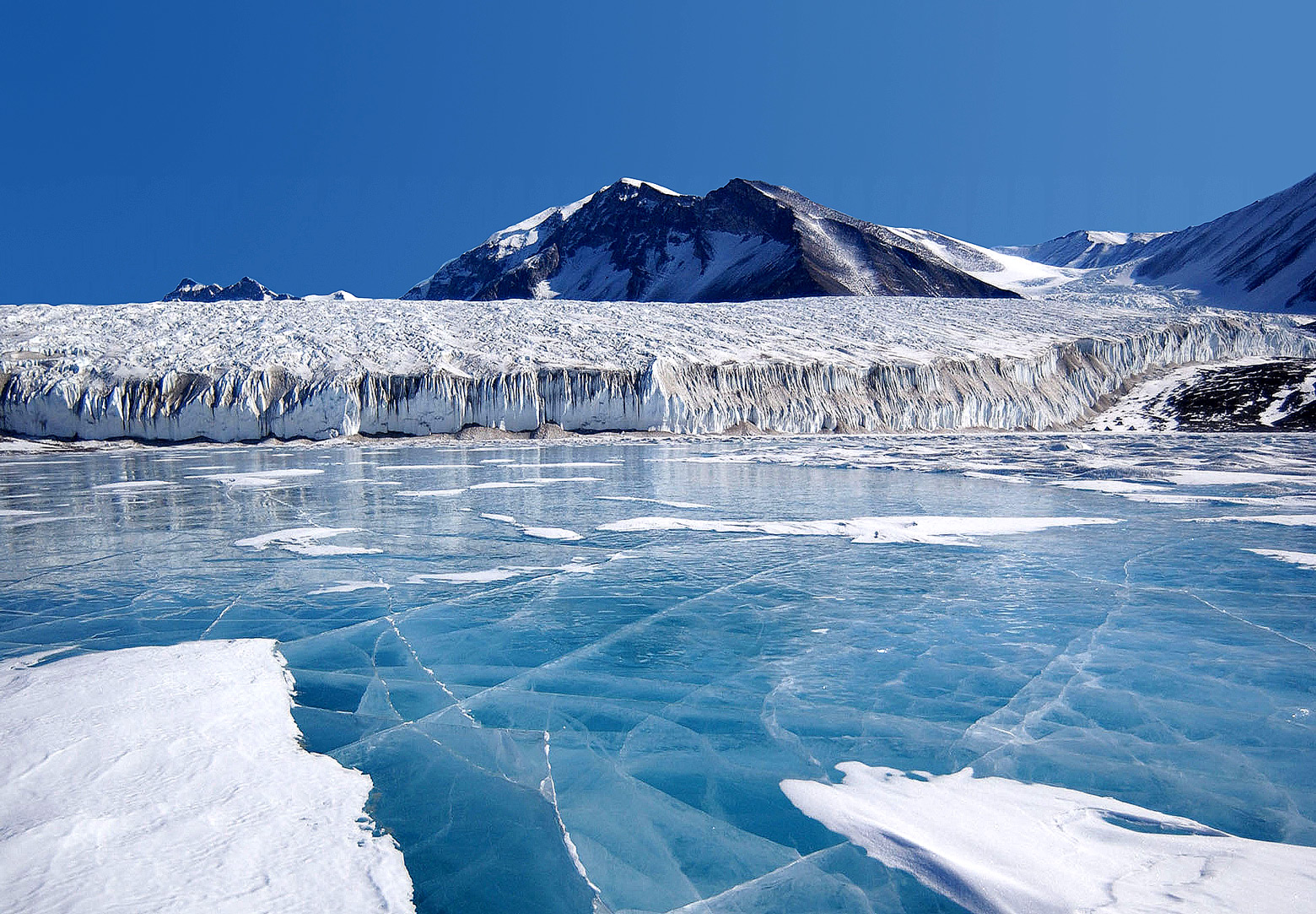
Голубой лёд, покрывающий озеро Фрикселл в Трансантарктических горах

В связи с тем, что не только среднегодовые, но и на большинстве территории даже летние температуры в Антарктиде не превышают нуля градусов, осадки там выпадают только в виде снега (дождь — крайне редкое явление). Он образует ледниковый покров (снег спрессовывается под собственным весом) толщиной более 1700 м, местами достигающий 4300 м. В антарктических льдах сконцентрировано около 80 % всей пресной воды Земли. Тем не менее, в Антарктиде существуют озёра, а в летнее время и реки. Питание рек ледниковое. Благодаря интенсивной солнечной радиации, обусловленной исключительной прозрачностью воздуха, таяние ледников происходит даже при незначительной отрицательной температуре воздуха. На поверхности ледника, зачастую на значительном удалении от побережья, образуются ручьи талой воды. Наиболее интенсивное таяние происходит вблизи оазисов, рядом с нагревающимся на солнце каменистым грунтом. Поскольку все ручьи питаются за счёт таяния ледника, то их водный и уровенный режим полностью определяется ходом температуры воздуха и солнечной радиации. Наибольшие расходы в них наблюдаются в часы наиболее высоких температур воздуха, то есть во второй половине дня, а наименьшие — в ночные часы, причём нередко в это время русла полностью пересыхают. Наледниковые ручьи и речки, как правило, имеют очень извилистые русла и соединяют многочисленные наледниковые озёра. Открытые русла обычно заканчиваются не доходя до моря или озера, а водоток прокладывает свой путь дальше подо льдом или в толще ледника, наподобие подземных рек в карстовых районах.
С наступлением осенних морозов сток прекращается, и глубокие с отвесными берегами русла заносятся снегом или перекрываются снежными мостами. Иногда почти постоянные позёмки и частые метели перекрывают русла ручьёв ещё до того, как прекратится сток, и тогда ручьи текут в ледяных туннелях, совершенно незаметных с поверхности. Как и трещины в ледниках, они опасны, так как тяжёлые машины могут провалиться в них. Если снежный мост недостаточно прочен, он может провалиться и под тяжестью человека. Речки антарктических оазисов, протекающие по грунту, обычно не превышают длины нескольких километров. Самая крупная — р. Оникс, более 20 км длиной. Реки существуют только в летнее время.
Антарктические озёра не менее своеобразны. Иногда они выделяются в особый, антарктический тип. Располагаются они в оазисах или сухих долинах и почти всегда покрыты толстым слоем льда. Тем не менее, в летний период вдоль берегов и в устьях временных водотоков образуется полоса открытой воды несколько десятков метров шириной. Зачастую, озёра стратифицированы. У дна наблюдается слой воды с повышенной температурой и солёностью, как, например, в озере Ванда. В некоторых небольших бессточных озёрах концентрация соли значительно повышена и они могут быть полностью свободными ото льда. Например, озеро Дон-Жуан с высокой концентрацией в его водах хлорида кальция, замерзает только при очень низких температурах. Антарктические озёра невелики, только некоторые из них крупнее 10 км² (озеро Ванда, озеро Фигурное, Звезда). Наиболее крупное из антарктических озёр — озеро Фигурное в оазисе Бангера. Причудливо извиваясь среди холмов, оно тянется на 20 километров. Площадь его равна 14,7 км², а глубина превышает 130 метров. Самое глубокое — озеро Радок, его глубина достигает 362 м.
Есть на побережье Антарктиды озёра, образовавшиеся в результате подпора воды снежниками или небольшими ледничками. Вода в таких озёрах накапливается иногда в течение нескольких лет до тех пор, пока уровень её не поднимется до верхнего края естественной плотины. Тогда излишки воды начинают вытекать из озера. Образуется русло, которое быстро углубляется, расход воды возрастает. По мере углубления русла уровень воды в озере падает и оно сокращается в своих размерах. Зимой обсохшее русло заносится снегом, который постепенно уплотняется, и естественная плотина восстанавливается. В следующий летний сезон озеро снова начинает наполняться талыми водами. Проходит несколько лет, пока озеро не наполнится и его воды опять не прорвутся в море.

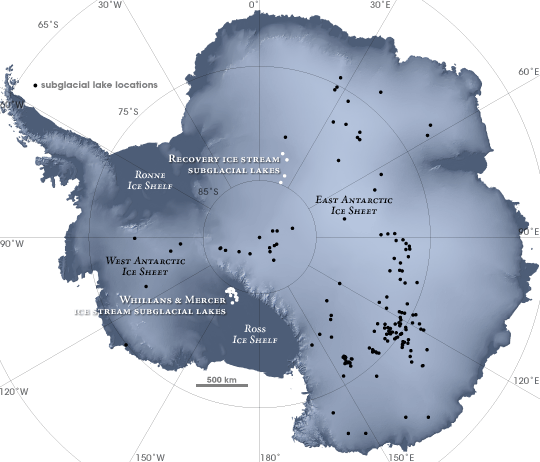
Карта подлёдных озёр Антарктиды

На Южном полярном материке совершенно отсутствуют заболоченные участки. Однако в прибрежной полосе есть своеобразные ледниковые «болота». Они образуются летом в понижениях, заполненных снегом и фирном. Талая вода, стекающая в эти понижения, увлажняет снег и фирн, в результате чего и получается снежно-водяная каша, вязкая, как обычные болота. Глубина таких «болот» чаще всего незначительная — не более метра. Сверху они бывают покрыты тонкой ледяной коркой. Как и настоящие болота, они порой непроходимы даже для гусеничного транспорта: попавший в такое место трактор или вездеход, увязнув в снежно-водяной каше, без посторонней помощи не выберется.
В 1990-х годах российскими учёными было обнаружено подледниковое незамерзающее озеро Восток — крупнейшее из антарктических озёр, имеющее длину 250 км и ширину 50 км; озеро вмещает около 5400 км³ воды.
В январе 2006 года геофизики Робин Белл и Майкл Штудингер из американской геофизической обсерватории Ламонт-Догерти обнаружили второе и третье по размерам подледниковые озёра, площадью 2000 км² и 1600 км² соответственно, расположенные на глубине около 3 км от поверхности континента. Они сообщили, что это можно было бы сделать раньше, если бы данные советской экспедиции 1958—1959 годов были проанализированы более тщательно. Кроме этих данных, были использованы данные спутников, показания радаров и замеры силы притяжения на поверхности континента.
Всего на 2007 год в Антарктике обнаружено более 140 подледниковых озёр.
Численное моделирование и геофизические данные свидетельствуют о существовании под ледовыми массивами в западных регионах Антарктиды, соседствующих с морем Уэдделла, обширных, протяжённостью до 460 км, дендритно организованных подледниковых гидрологических систем, которые простираются от внутренней части ледяного щита до приземлённой окраины. По этим каналам переносятся большие потоки пресной воды под высоким давлением.

## Живая природа

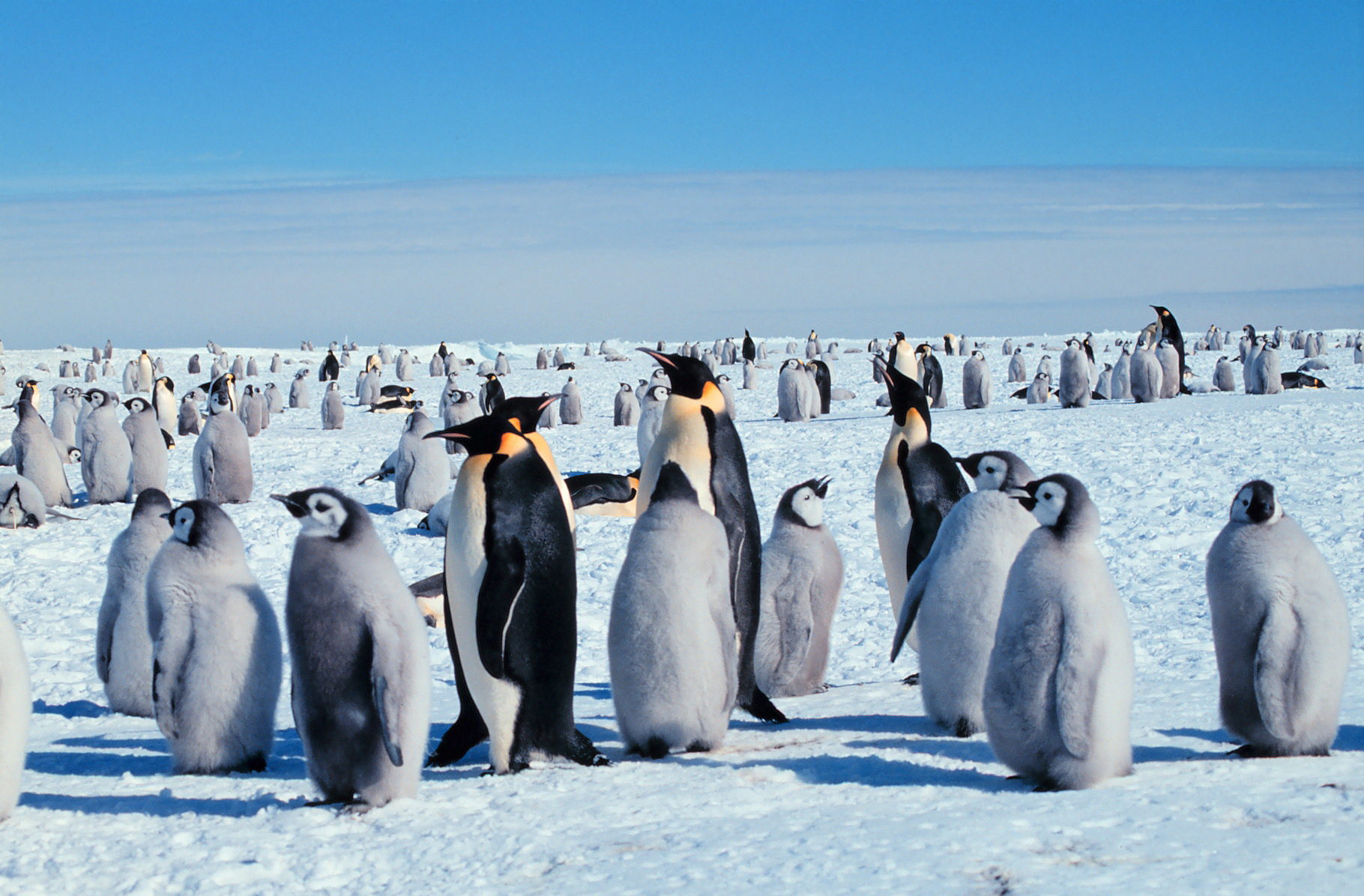
Императорские пингвины в Антарктиде
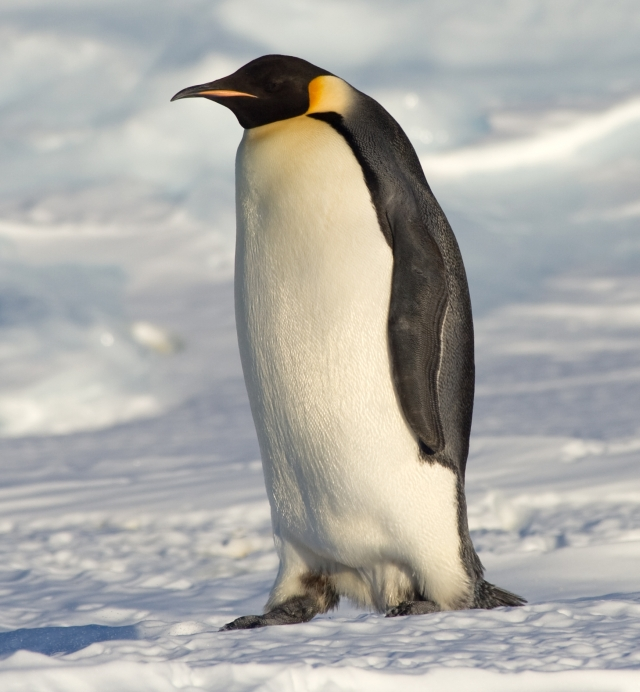
Императорский пингвин
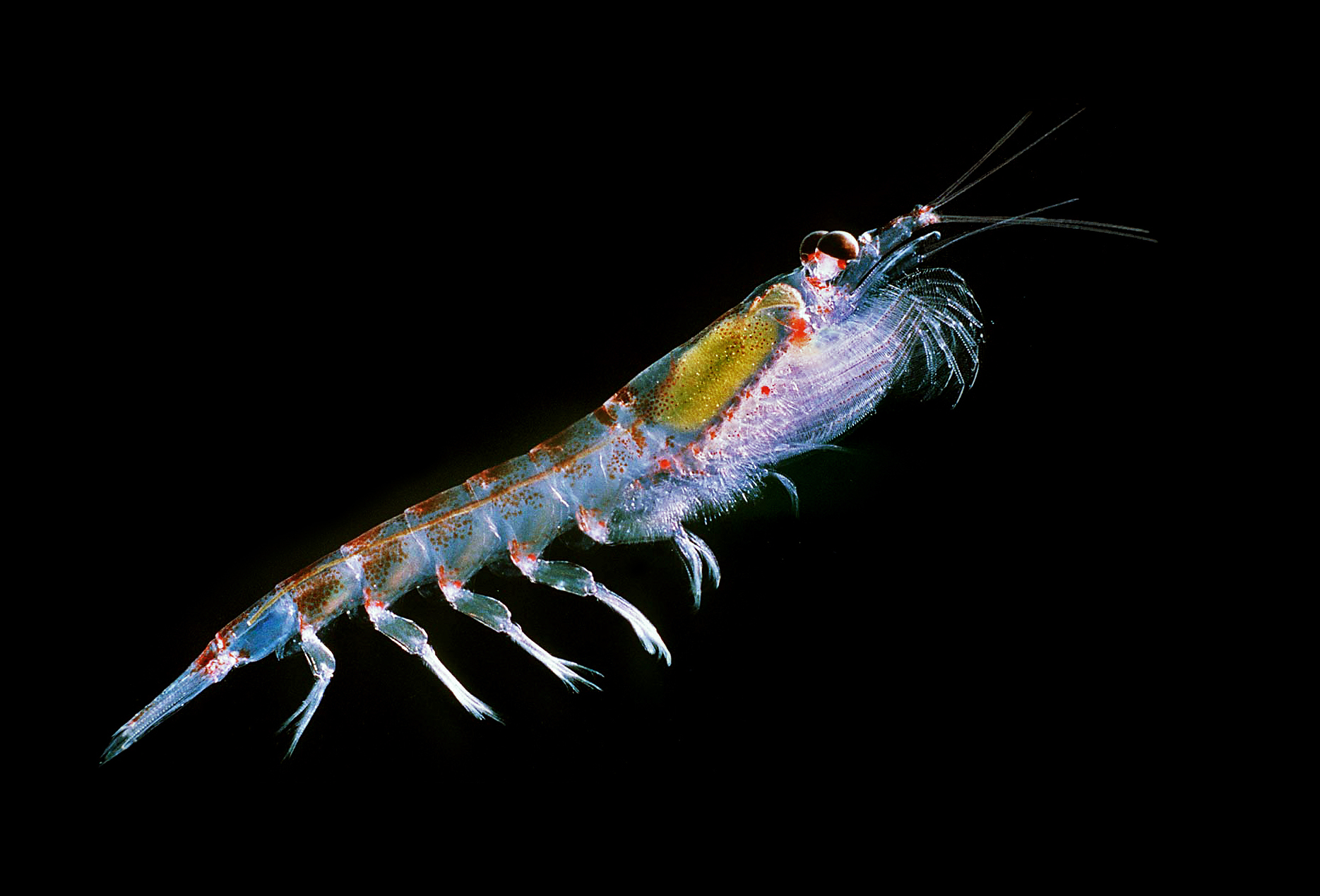
Антарктический криль (Euphausia superba)
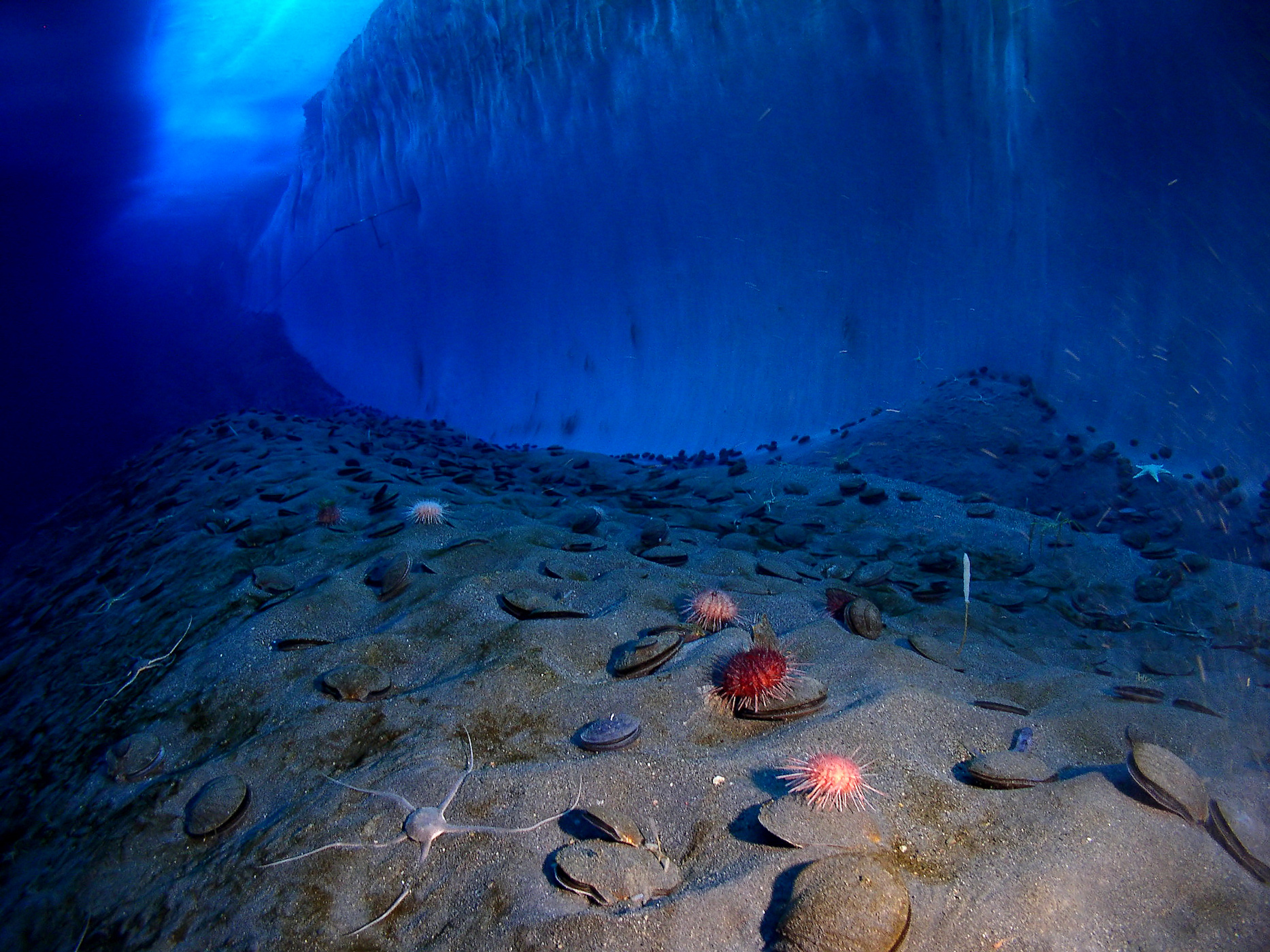
Подводный мир Антарктиды

Биосфера в Антарктиде представлена на четырёх «аренах жизни»: прибрежные острова и льды, прибрежные оазисы на материке (например, «оазис Бангера»), арена нунатаков (гора Амундсена возле Мирного, гора Нансена на Земле Виктории и др.) и арена ледникового щита. Оазис на Антарктическом полуострове занимает площадь 400 км², общая площадь оазисов 10 тыс. км², а площадь не занятых льдом районов (включая бесснежные скалы) составляет 30—40 тыс. км².
Из растений встречаются цветковые и папоротниковые (на Антарктическом п-ове); есть лишайники, грибы, бактерии, водоросли (в оазисах). На побережье обитают тюлени, пингвины.
Растения и животные наиболее распространены в приморской полосе. Наземная растительность на лишённых льда участках существует в основном в виде различных видов мхов и лишайников и сплошного покрова не образует (антарктические мхово-лишайниковые пустыни).
Антарктические животные полностью зависят от прибрежной экосистемы Южного океана: из-за скудости растительности все сколь-либо значимые пищевые цепи прибрежных экосистем начинаются в водах, окружающих Антарктику. Антарктические воды особенно богаты зоопланктоном, в первую очередь крилем. Криль прямо или опосредованно является основой цепи питания многих видов рыб, китообразных, кальмаров, тюленей, пингвинов и других животных; полностью сухопутные млекопитающие в Антарктиде отсутствуют, беспозвоночные представлены примерно 70 видами членистоногих (насекомых и паукообразных) и нематодами, обитающими в почвах.
Из наземных животных обитают тюлени (Уэдделла, Росса, тюлени-крабоеды, морские леопарды, морские слоны) и птицы (несколько видов буревестниковых (антарктический, снежный), два вида поморников, полярная крачка, пингвины Адели и императорские пингвины).
В пресноводных озёрах материковых прибрежных оазисов — «сухих долин» — существуют олиготрофные экосистемы, населённые сине-зелёными водорослями, круглыми червями, веслоногими рачками (циклопами) и дафниями, птицы же (буревестники и поморники) залетают сюда эпизодически.
Для нунатаков характерны лишь бактерии, водоросли, лишайники и сильно угнетённые мхи, на ледниковый щит изредка залетают только поморники, следующие за людьми.
Существует предположение о наличии в подледниковых озёрах Антарктиды, таких как озеро Восток, крайне олиготрофных экосистем, практически изолированных от внешнего мира. В 2021 году под шельфовым льдом Антарктиды обнаружили неизвестные ранее виды губкообразных существ.
Антарктический полуостров, с прилегающими островами, имеет самые благоприятные на материке климатические условия. Именно здесь произрастают два вида встречающихся в регионе цветковых растений — луговик антарктический и колобантус кито.
В 1994 году учёные сообщили о быстром увеличении числа растений в Антарктике, что является подтверждением гипотезы о глобальном потеплении климата на планете.
В результате глобального потепления на Антарктическом полуострове начала активно формироваться тундра. По прогнозам учёных, через 100 лет в Антарктиде могут появиться первые деревья.

### Ископаемая фауна
- Криолофозавр — крупный хищный динозавр раннеюрской эпохи, живший в Антарктиде, первый из хорошо описанных антарктических динозавров. Обнаружен в 1991 году.
- Morrosaurus antarcticus — вид птицетазовой рептилии позднего мела, не известный нигде, кроме Антарктиды. Описан в 2015 году.
- Антарктаспис — вымерший монотипический род плакодерм из отряда артродир, обитавших в живетском веке девонского периода. Описан в 1968 году.
- Тринаксодон — вымерший род цинодонтов. Тринаксодон жил сразу после пермско-триасового массового вымирания, его выживание во время вымирания могло быть связано с его роющими привычками.
- Гиболит — род белемнитов, обитавших со среднего юрского до раннего мелового периодов.
- Иноцерамы — вымерший род морских двустворчатых моллюсков, внешне напоминавших близкородственных жемчужных устриц. Обитали с раннего юрского по поздний меловой периоды.[51]

## Человек и Антарктида

### История изучения
Первое судно, пересёкшее Южный полярный круг, принадлежало голландцам; им командовал Дирк Герритц, плававший в эскадре Якова Магю. В 1599 году в Магеллановом проливе судно Герритца после шторма потеряло из виду эскадру и пошло на юг. Когда оно спустилось до 64° ю. ш., там была обнаружена высокая земля. В 1675 году Ла Роше́ открыл Южную Георгию; в 1739 году был открыт остров Буве; в 1772 году в Индийском океане Ив-Жозеф Кергелен, французский морской офицер, открыл остров, названный его именем.

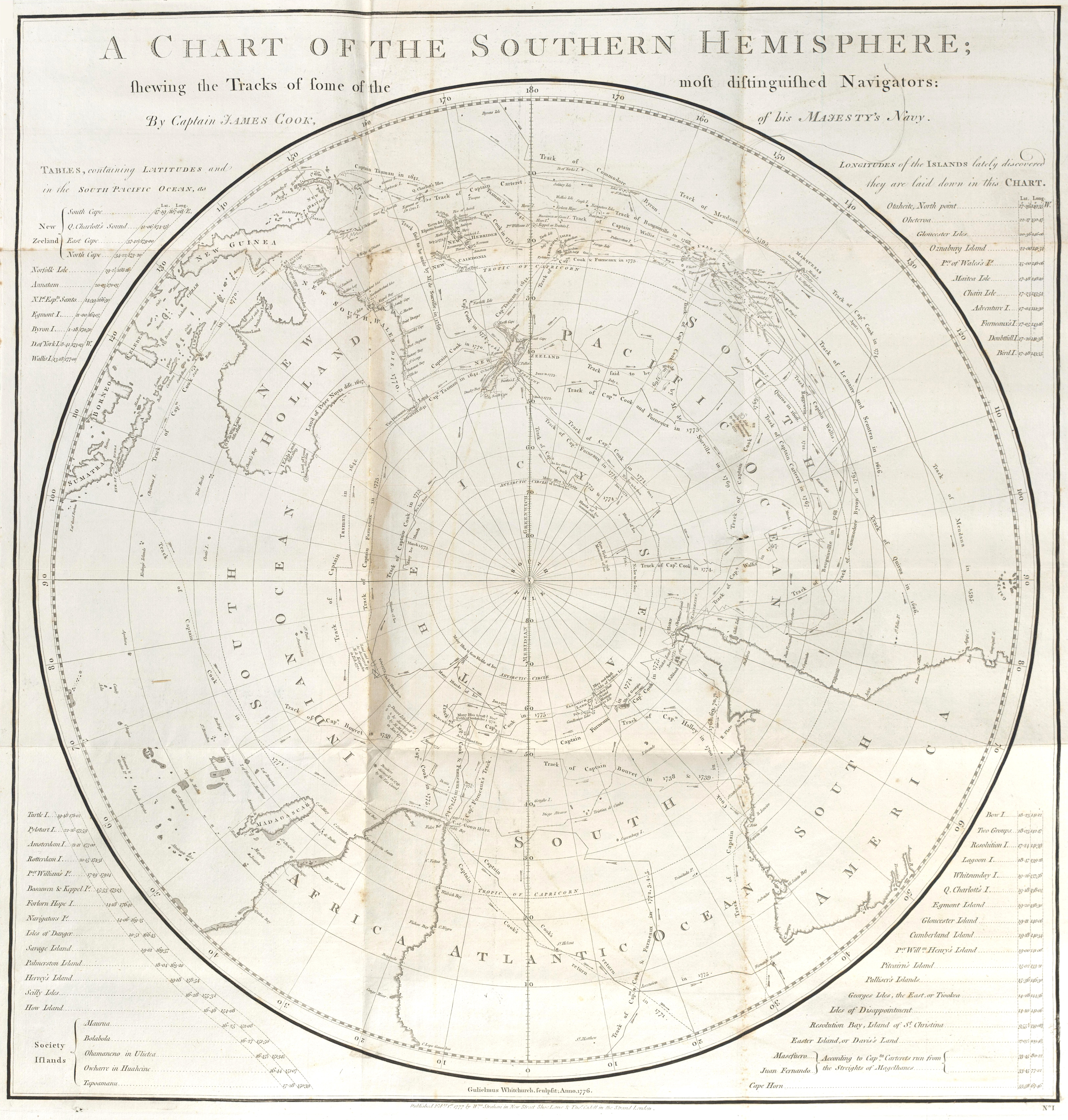
Составленная Джеймсом Куком карта Южного полушария (1776) с пометками о непроходимых полях и горах льда на месте Антарктиды

Почти одновременно с плаванием Кергелена из Англии отправился в первое своё путешествие в Южное полушарие Джеймс Кук, и уже в январе 1773 года его суда «Adventure» и «Resolution» пересекли Южный полярный круг на меридиане 37°33′ в. д. После тяжёлой борьбы со льдами он достиг 67°15′ ю. ш., где был вынужден повернуть к северу. В декабре 1773 года Кук снова отправился в Южный океан, 8 декабря пересёк его и на параллели 67°5′ ю. ш. был затёрт льдами. Высвободившись, Кук пошёл далее на юг и в конце января 1774 года достиг 71°15′ ю. ш., к ЮЗ от Огненной Земли. Здесь непроницаемая стена льдов помешала ему идти далее. Кук одним из первых достиг южнополярных морей и, встретив в нескольких местах сплошной лёд, объявил, что далее его проникнуть нельзя. Ему поверили и в течение 45 лет полярных экспедиций не предпринимали.
Первое географическое открытие земли южнее 60° ю. ш. (современная «политическая Антарктика», управляемая системой Антарктического договора) совершил английский купец Уильям Смит, наткнувшийся на остров Ливингстон, Южные Шетландские острова, 19 февраля 1819 года.
В 1819 году русские моряки Ф. Ф. Беллинсгаузен и М. П. Лазарев на военных шлюпах «Восток» и «Мирный», посетили Южную Георгию и попытались проникнуть в глубь Южного Ледовитого океана. В первый раз, 28 января 1820 года, почти на меридиане Гринвича, они достигли 69°21′ ю. ш. и открыли, собственно, современную Антарктиду (шельфовый ледник Беллинсгаузена); затем, выйдя за пределы полярного круга, Беллинсгаузен прошёл вдоль него на восток до 19° в. д., где снова его пересёк и достиг в феврале 1820 года опять почти той же широты (69°6′). Далее на восток он поднялся только до 62° параллели и продолжил свой путь вдоль окраины плавучих льдов. Затем, на меридиане островов Баллени, Беллинсгаузен дошёл до 64°55′, в декабре 1820 достиг 161° з. д., прошёл Южный полярный круг и достиг 67°15′ ю. ш., а в январе 1821 года достиг 69°53′ ю. ш. Почти на меридиане 81° он открыл высокий берег острова Петра I, а пройдя ещё на восток, внутри Южного полярного круга — берег Земли Александра I. Таким образом, Беллинсгаузен первый совершил полное плавание вокруг Антарктиды на широтах от 60° до 70°.

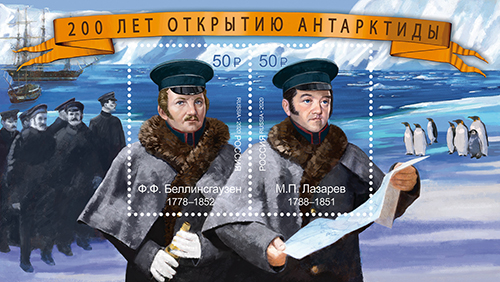
Почтовый блок России 2020 года из совместного с Эстонией выпуска, посвящённого 200-летию открытия Антарктиды

В 1840 году американец Чарлз Уилкс прошёл вдоль побережья Антарктиды в секторе 97°—158° восточной долготы, нанеся на карту примерные очертания береговой линии, названной позже в его честь Землёй Уилкса. В 1839—1840 годах француз Жюль Дюмон-Дюрвиль открыл Землю Адели, а в 1841—1842 годах англичанин Джеймс Росс открыл море Росса и Землю Виктории. Первую высадку на берег Антарктиды и первую зимовку совершила норвежская экспедиция Карстена Борхгревинка в 1895 году.
После этого началось изучение побережья континента и его внутренней части. Многочисленные исследования были проведены английскими антарктическими экспедициями под руководством Роберта Скотта (1901—1904, 1910—1913) и Эрнеста Шеклтона (1907—1909, 1914—1917), Норвежской антарктической экспедицией (1910—1912) Руаля Амундсена, Австралийской антарктической экспедицией (1911—1914) Дугласа Моусона и другими. В 1911—1912 годах между экспедициями Амундсена и Скотта развернулась настоящая гонка за покорение Южного полюса. Первыми, 14 декабря 1911 года, его достигли Амундсен, Оскар Вистинг, Хельмер Хансен и Сверре Хассель; через месяц после него в заветную точку прибыла партия Скотта, которая погибла на обратном пути.
С середины XX века началось изучение Антарктиды на промышленной основе. На континенте разными странами создаются многочисленные постоянные базы, круглый год ведущие метеорологические, гляциологические и геологические исследования. Только в рамках проведения международного геофизического года представители 11 государств построили более 60 баз и станций.
Третья советская антарктическая экспедиция, возглавляемая Евгением Толстиковым, 14 декабря 1958 года достигла Южного полюса недоступности и основала там временную станцию «Полюс недоступности». За год до этого был осуществлён санно-тракторный поход к Геомагнитному полюсу, а год спустя советские учёные добрались и до Южного полюса. Впервые пересекли Антарктиду (через Южный полюс от моря Уэдделла к морю Росса) на тягачах в 1957—1958 годах новозеландец Э. Хиллари и англичанин В. Э. Фукс.

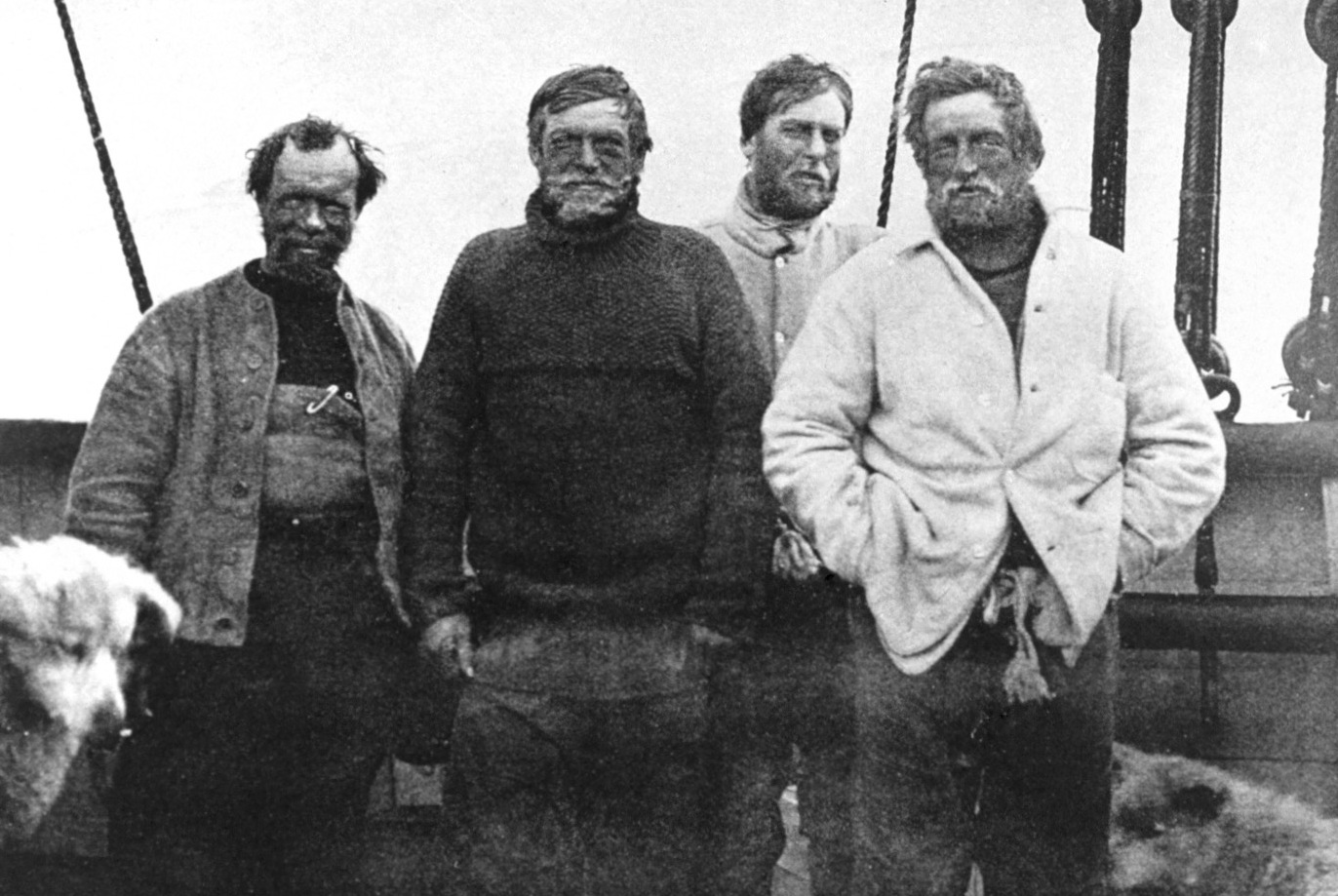
Экспедиция на судне «Нимрод» к Южному полюсу Земли
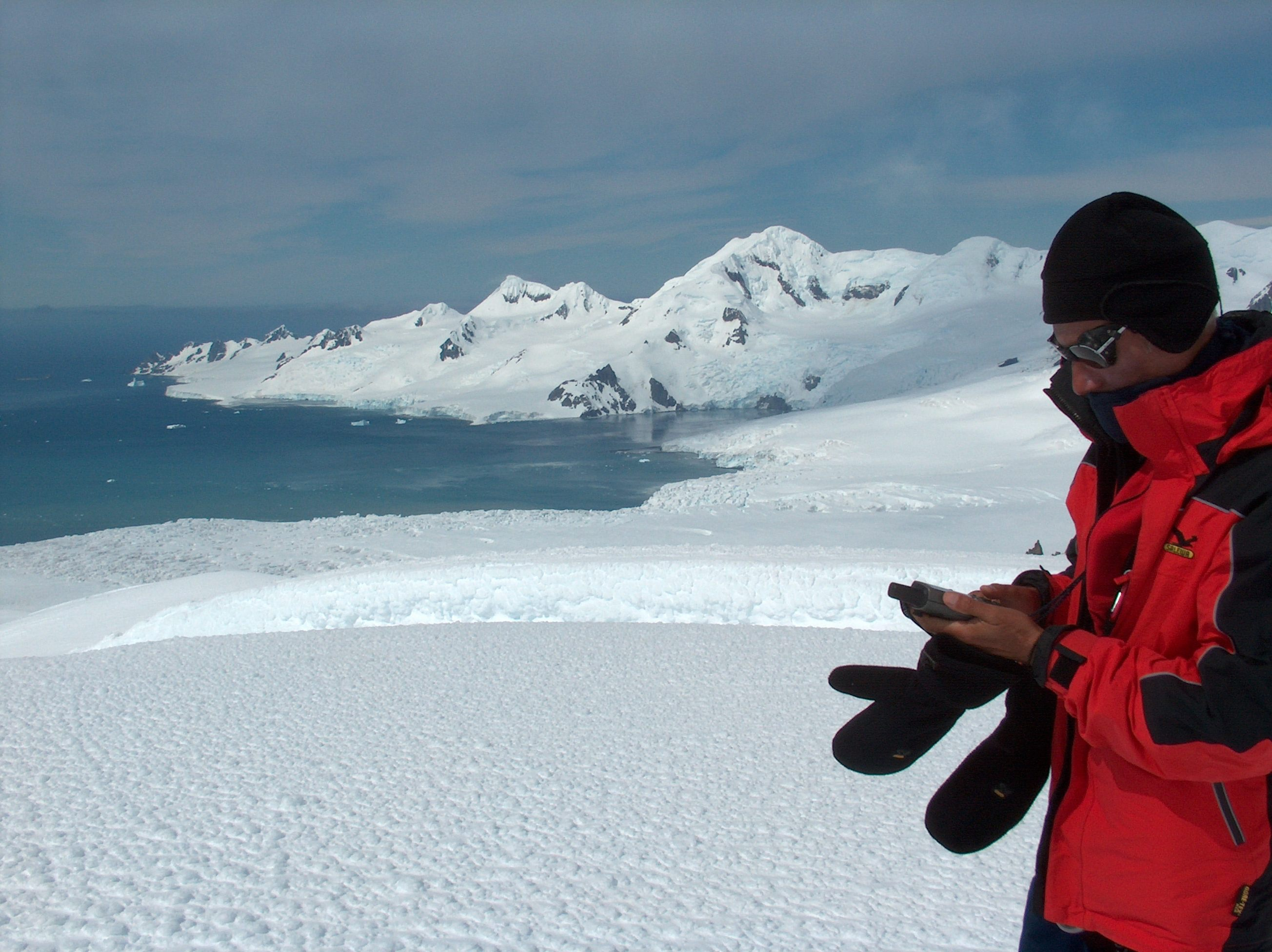
Остров Ливингстон (Первое географическое открытие земли южнее 60° ю. ш.)
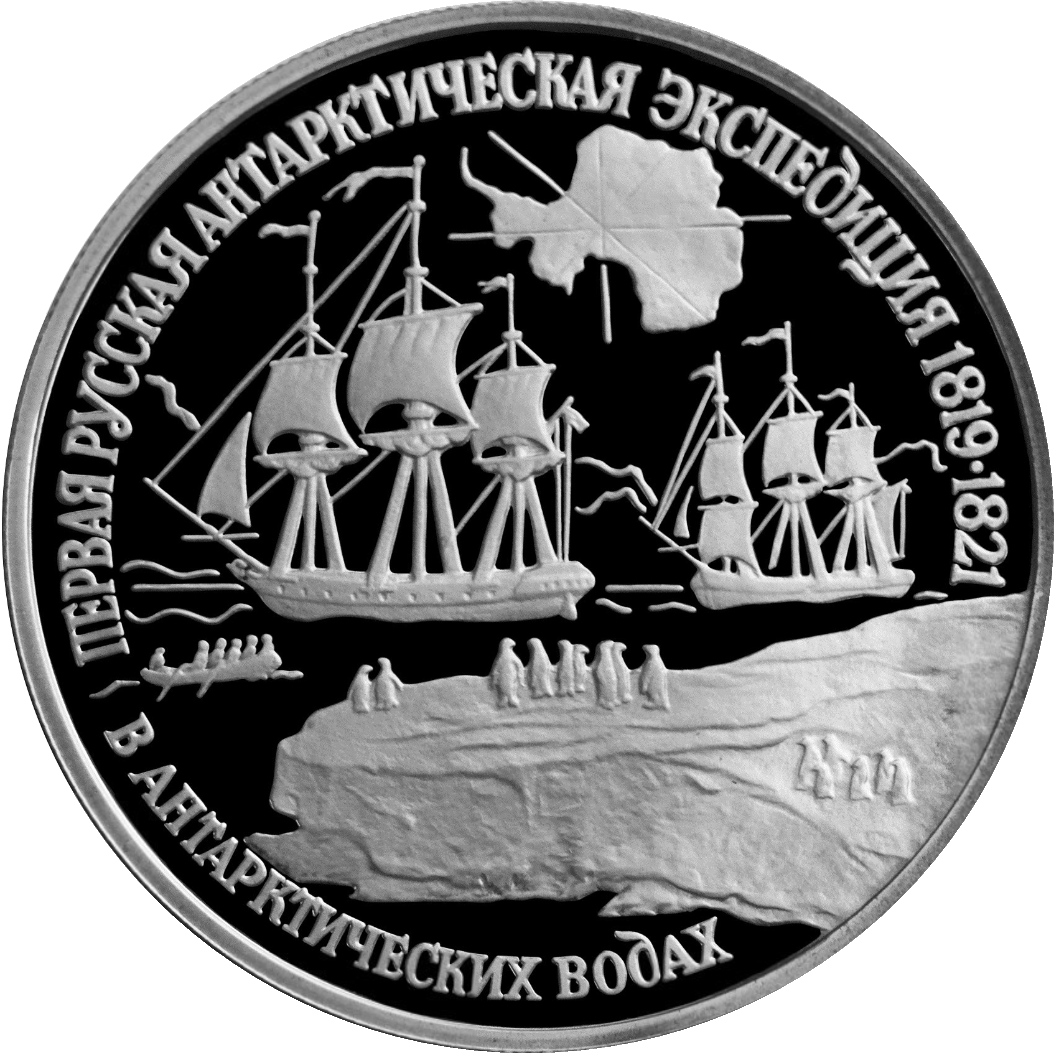
Монета ЦБ РФ «Первая русская антарктическая экспедиция»
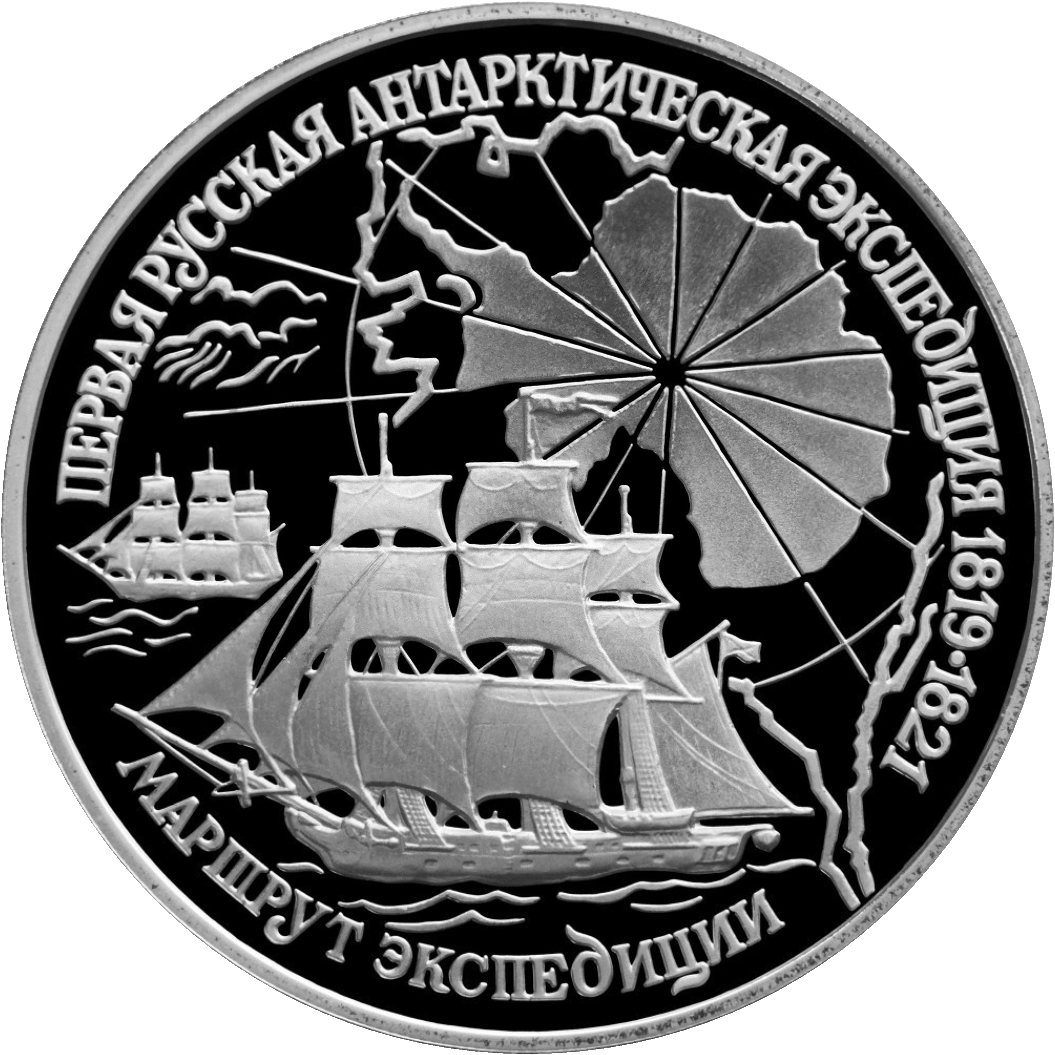
Монета ЦБ РФ «Первая русская антарктическая экспедиция»

### Правовой статус
В соответствии с конвенцией об Антарктике, подписанной 1 декабря 1959 года и вступившей в силу 23 июня 1961 года, Антарктида не принадлежит ни одному государству. Разрешена только научная деятельность.
Размещение военных объектов, а также заход боевых кораблей и вооружённых судов южнее 60-го градуса южной широты запрещены.
В 1986 году Антарктиду объявили ещё и безъядерной зоной, что исключило появление в её водах судов-атомоходов, а на материке — атомных энергоблоков.
Сейчас участниками договора являются 50 государств (с правом голоса) и десятки стран-наблюдателей.

#### Территориальные претензии

Территориальные претензии на Антарктику

Марка Аргентины со включённой в её состав частью Антарктиды

Однако наличие договора не означает, что присоединившиеся к нему государства отказались от своих территориальных претензий на континент и прилегающее пространство. Напротив, территориальные притязания некоторых стран огромны. Например, Норвегия претендует на территорию, превышающую её собственную в десять раз (в том числе на остров Петра I, открытый экспедицией Беллинсгаузена — Лазарева).
Огромные территории объявила своими Великобритания. Британцы намереваются добывать рудные и углеводородные ресурсы на Антарктическом шельфе. Австралия считает своей почти половину Антарктиды, в которую, впрочем, вклинивается «французская» Земля Адели.
Предъявила территориальные претензии и Новая Зеландия.
Великобритания, Чили и Аргентина претендуют практически на одну и ту же территорию, включающую Антарктический полуостров и Южные Шетландские острова.
На землю Мэри Бэрд ни одна из стран официально не выдвинула территориальные претензии. Однако намёки на права США на эту территорию содержатся в неофициальных американских источниках.
Китай пока не выдвигал территориальных претензий, однако так же как и Россия проводит разведку ресурсов, используя свои полярные станции.
Особую позицию заняли США и Россия, заявившие, что в принципе могут выдвинуть свои территориальные претензии в Антарктике, хотя пока этого и не делают. Притом оба государства не признают претензии других стран.

### Освоение

#### Хозяйственное
Антарктида на сегодняшний день является единственным незаселённым и неосвоенным континентом Земли. Антарктида давно привлекала европейские державы и США, однако мировой интерес начала представлять в конце XX века. Антарктида является последним ресурсным резервом для человечества на Земле. После исчерпания сырья на пяти обжитых континентах люди будут осваивать его ресурсы. Однако так как Антарктика останется единственным источником ресурсов для стран, борьба за её ресурсы уже началась (см. Территориальные претензии).
Геологи установили, что недра Антарктиды содержат значительное количество полезных ископаемых — железной руды, каменного угля; найдены следы руд меди, никеля, свинца, цинка, молибдена, горного хрусталя, слюды, графита. Кроме того, ледяной покров Антарктиды, по разным оценкам, содержит до 90 % общемировых запасов пресной воды, недостаток которой уже ощущается во многих странах. В частности, с 1970-х годов обсуждаются проекты по буксировке айсбергов из Антарктиды в засушливые регионы мира, такие как Южно-Африканская Республика, Австралия, Саудовская Аравия. Данные масштабные проекты по обеспечению пресной водой пока так и не реализованы, однако экспериментально доказана возможность буксировки судами крупных айсбергов на значительные расстояния.

#### Научное
В настоящее время ведутся наблюдения за климатическими и метеорологическими процессами на континенте, который, подобно Гольфстриму в Северном полушарии, является климатообразующим фактором для всей Земли. В Антарктиде также изучаются воздействия космоса и процессы, происходящие в земной коре.
Изучение ледникового покрова приносит серьёзные научные результаты, касающиеся климата Земли, существовавшего сотни, тысячи, сотни тысяч лет назад. В ледниковом покрове Антарктиды оказались «записаны» данные о климате и составе атмосферы за последние сто тысяч лет. По химическому составу различных слоёв льда определяется уровень солнечной активности на протяжении последних нескольких столетий.
В Антарктиде обнаружены микроорганизмы, которые могут представлять ценность для науки и позволят лучше изучить эти формы жизни.
Многие антарктические базы, расположенные по всему периметру континента, дают идеальные возможности для отслеживания сейсмологической активности по всей планете. На антарктических базах также тестируют технологии и оборудование, которые в будущем планируется использовать для исследования, освоения и колонизации других планет Солнечной системы.
Определённый интерес Антарктида представляет для астрономических исследований. Есть 3 основных направления антарктической астрономии:
1. нейтринная
2. радио- и инфракрасная
3. оптическая.

В частности, в Антарктиде действует IceCube — крупнейший нейтринный детектор, использующий приблизительно кубический километр антарктического льда. Там же, в районе станции Амундсен-Скотт, действует южный полярный телескоп, который несмотря на скромные размеры (диаметр зеркала 10 м), в условиях отсутствия водяного пара в воздухе проводит наблюдения, которые сложно провести с поверхности планеты в других местах. Также китайские учёные в районе станции Куньлунь проводят эксперименты по оптическим наблюдениям. Очень ровный снежный рельеф в сочетании с многосуточной полярной ночью делают атмосферу необычайно стабильной, но дальше пробных наблюдений в оптическом диапазоне на 2021 год дело не пошло.

### Население

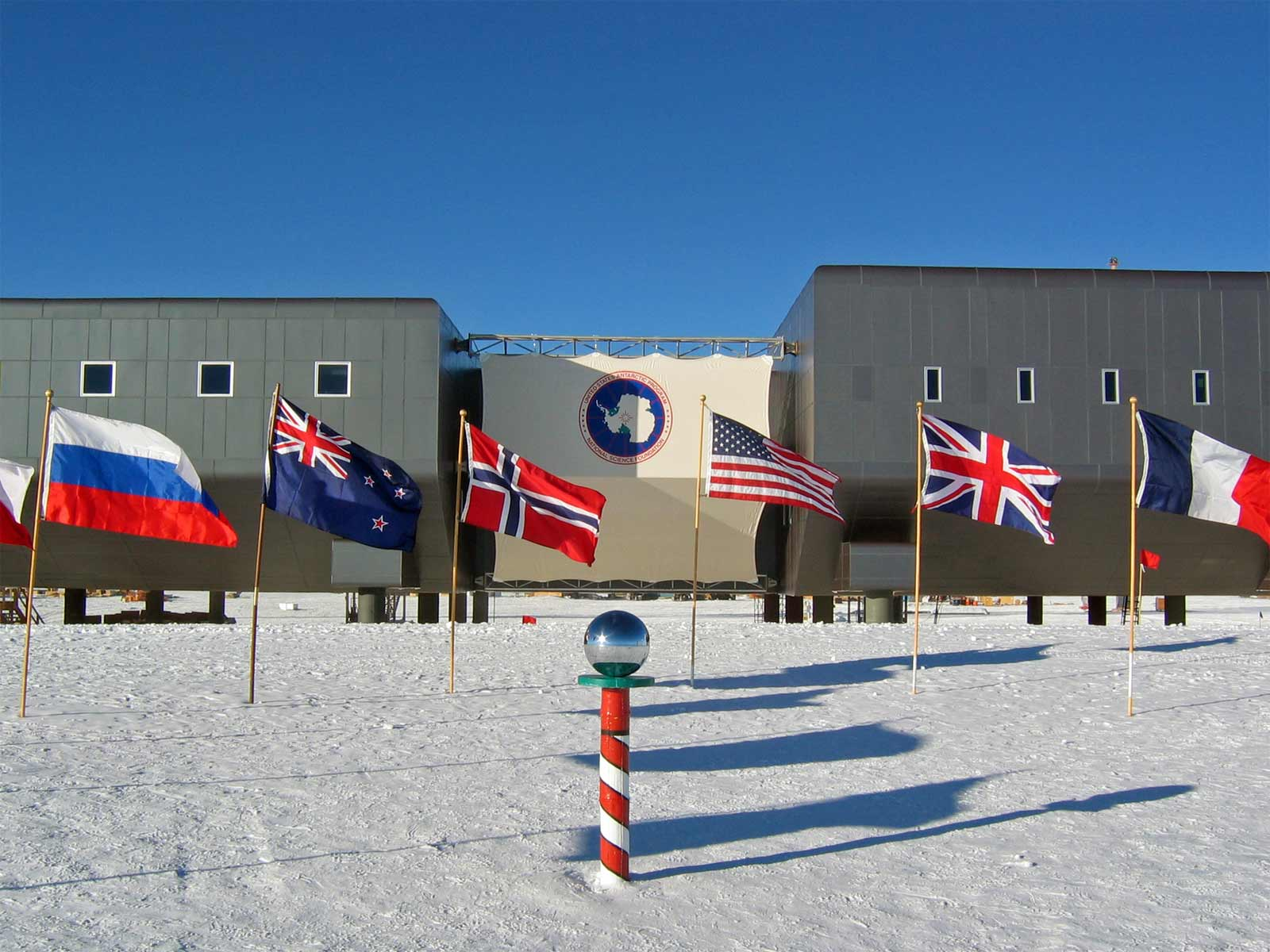
Станция «Амундсен-Скотт»

Суровый климат Антарктиды препятствует её заселению, но в будущем, при потеплении, её освоение возможно. В Антарктиде и на прилегающих островах существует много заброшенных поселений. В XIX веке на Антарктическом полуострове и прилегающих островах существовало несколько китобойных баз. Впоследствии все они были заброшены. В годы Второй Мировой войны в Антарктиде появились военные базы Аргентины и Чили. В настоящее время в Антарктиде нет постоянного населения, здесь расположены несколько десятков научных станций, на которых в зависимости от сезона живёт от 4000 человек (граждане России — 150) летом и до 1000 человек зимой (граждане России — ок. 100). Среди жителей Антарктиды в течение XIX—XX веков развился собственный диалект английского языка.
Приблизительное «зимнее» население всех станций и баз в Антарктиде:
| Страна           | 01.07.2008 | 01.07.2014 |
| ---------------- | ---------- | ---------- |
| Антарктида       | 1162       | 1116       |
| США              | 346        | 337        |
| Аргентина        | 184        | 176        |
| Россия           | 148        | 148        |
| Чили             | 108        | 105        |
| Австралия        | 62         | 62         |
| Индия            | 25         | 40         |
| Великобритания   | 38         | 37         |
| Республика Корея | 16         | 34         |
| Китай            | 65         | 29         |
| Япония           | 40         | 28         |
| Франция          | 33         | 26         |
| Италия           | 12         | 13         |
| Бразилия         | 12         | 12         |
| Польша           | 15         | 12         |
| Украина          | 12         | 12         |
| Новая Зеландия   | 12         | 10         |
| ЮАР              | 10         | 10         |
| Германия         | 9          | 9          |
| Уругвай          | 9          | 9          |
| Норвегия         | 6          | 7          |

По станциям:
| Станция / База                                            | Страна           | 01.07.2008 | 01.07.2014 |
| --------------------------------------------------------- | ---------------- | ---------- | ---------- |
| Бельграно II (Belgrano II)                                | Аргентина        | 21         | 12         |
| Хубани (Jubany)                                           | Аргентина        | 20         | 20         |
| Эсперанса (Esperanza)                                     | Аргентина        | 55         | 55         |
| Марамбио (Marambio)                                       | Аргентина        | 55         | 55         |
| Оркадас (Orcadas)                                         | Аргентина        | 14         | 14         |
| Сан-Мартин (San-Martin)                                   | Аргентина        | 19         | 20         |
| Кейси (Casey)                                             | Австралия        | 19         | 20         |
| Дейвис (Davis)                                            | Австралия        | 19         | 22         |
| Моусон (Mawson)                                           | Австралия        | 24         | 20         |
| Команданте Феррас (Commandante Ferraz)                    | Бразилия         | 12         | 12         |
| Капитан-Артуро-Прат (Capitan Arturo Prat)                 | Чили             | 8          | 9          |
| Хенераль-Бернардо-О’Хиггинс (General Bernando O’Higgins)  | Чили             | 18         | 16         |
| Фрей (Presidente Eduardo Frei Montalva)                   | Чили             | 82         | 80         |
| Чанчэн (Great Wall)                                       | Китай            | 40         | 14         |
| Чжуншань (Zhongshan)                                      | Китай            | 25         | 15         |
| Ноймайер (Neumayer)                                       | Германия         | 9          | 9          |
| Дюмон-д’Юрвиль (Dumont d’Urville)                         | Франция          | 33         | 26         |
| Конкордия (Concordia)                                     | Италия Франция   | 12         | 13         |
| Халли (Halley)                                            | Великобритания   | 16         | 15         |
| Ротера (Rothera)                                          | Великобритания   | 22         | 22         |
| Бхарати (Bharati)                                         | Индия            | …          | 15         |
| Маитри (Maitri)                                           | Индия            | 25         | 25         |
| Сёва (Showa)                                              | Япония           | 40         | 28         |
| Чан Бого (장보고)                                         | Республика Корея | …          | 16         |
| Кинг Седжон (King Sejong)                                 | Республика Корея | 16         | 18         |
| Тролл (Troll)                                             | Норвегия         | 6          | 7          |
| Скотт-Бейс                                                | Новая Зеландия   | 12         | 10         |
| Арцтовский (Arctowski)                                    | Польша           | 15         | 12         |
| Беллинсгаузена                                            | Россия           | 25         | 25         |
| Мирный                                                    | Россия           | 60         | 60         |
| Новолазаревская                                           | Россия           | 30         | 30         |
| Прогресс                                                  | Россия           | 20         | 20         |
| Восток                                                    | Россия           | 13         | 13         |
| Академик Вернадский (Vernadsky), бывший Фарадей (Faraday) | Украина          | 12         | 12         |
| Артигас (Artigas)                                         | Уругвай          | 9          | 9          |
| Амундсен-Скотт (Amundsen-Scott)                           | США              | 86         | 75         |
| Мак-Мердо (McMurdo)                                       | США              | 250        | 250        |
| Палмер (Palmer)                                           | США              | 10         | 12         |
| САНАЭ IV (SANAE IV)                                       | ЮАР              | 10         | 10         |

Первым человеком, родившимся в Антарктиде, стал Эмилио Маркос Пальма. Это произошло 7 января 1978 года на аргентинской станции Эсперанса.

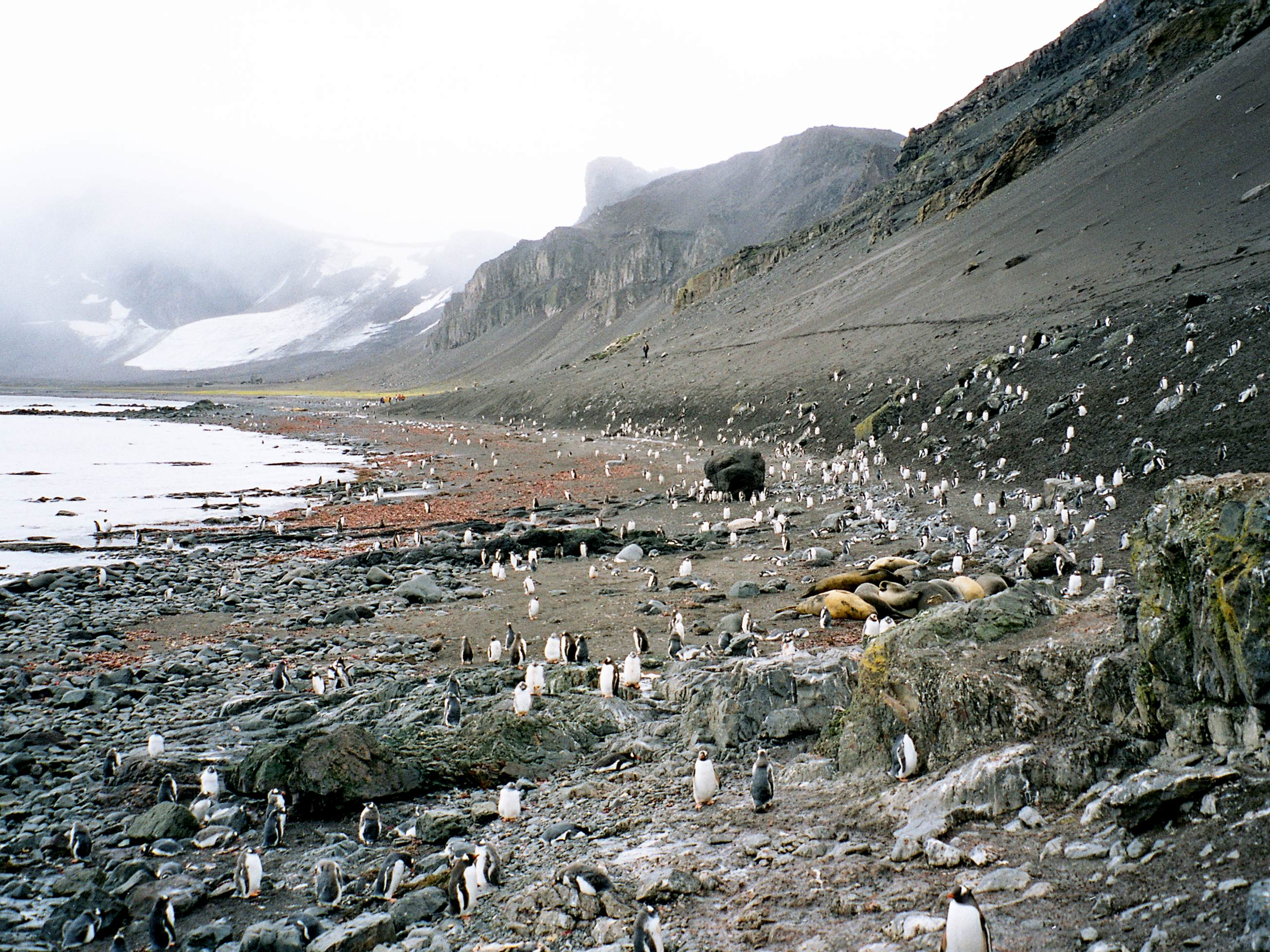
Мыс Ханна на острове Ливингстон вблизи Антарктиды, популярный среди туристов

Антарктиде присвоены интернет-домен верхнего уровня .aq и телефонный префикс +672.
Энтузиасты из США выпускают неофициальную валюту континента — антарктический доллар.

#### Туризм
Антарктику ежегодно посещает около 30—40 тысяч туристов. Большинство из них направляется на Антарктический полуостров, где существуют туристическая база и аэродром. В 1990-х годах туризм распространился к морю Росса и некоторых районов к югу от Австралии. Большинство туристов осуществляют антарктические круизы на судах.

### Советское и российское присутствие в Антарктиде
Освоение Антарктиды Россией началось в советский период. В 1955 году к берегам Антарктиды отправилась советская экспедиция на корабле «Обь» (капитан Иван Ман). В 1956 году были основаны первые советские антарктические станции Мирный (названная так в честь парусника, на котором Михаил Лазарев открыл Антарктиду) и Пионерская. Эти станции расположены на Земле королевы Мэри, которая также имеет название Берег Правды.
Всего в Антарктиде действует около 45 круглогодичных научных станций. В настоящее время у России в Антарктиде имеется семь действующих станций и одна полевая база.
Постоянно действующие:
- Беллинсгаузен
- Мирный
- Новолазаревская
- Восток
- Прогресс
- Молодёжная (расконсервирована в 2006 году; сезонная)
- Ленинградская (расконсервирована в 2008 году; сезонная)
- Русская (расконсервирована в 2008 году; сезонная)

Законсервированные:
- Дружная-4 (действовала как сезонная в 2012—2015 годах)
- Союз

Бывшие (ныне не существующие):
- Пионерская
- Комсомольская
- Советская
- Восток-1
- Лазарев
- Полюс недоступности
- Оазис (в 1959 году передан Польше)

#### Православная церковь
Первая православная церковь в Антарктиде построена на острове Ватерлоо (Южные Шетландские острова) недалеко от российской станции «Беллинсгаузен» с благословения святейшего патриарха Алексия II. Собрали её на Алтае, а потом перевезли на ледяной материк на научном судне «Академик Вавилов».

### Антарктида в культуре

#### Нумизматика
14 января 2020 года ЦБ РФ выпустил в обращение серебряную монету номиналом 3 рубля «200-летие открытия Антарктиды русскими мореплавателями Ф. Ф. Беллинсгаузеном и М. П. Лазаревым»

#### В литературе
В Антарктиде происходит действие повести американского писателя Г. Ф. Лавкрафта «Хребты безумия».

#### В кинофильмах
Советский цветной художественный фильм «Семьдесят два градуса ниже нуля» (1976 год, Сергей Данилин и Евгений Татарский) и телевизионная трилогия «Антарктическая повесть» Сергея Тарасова, вышедшая на телеэкран в 1980 году, в центре сюжета удерживают события, происходящие в треугольнике советских антарктических станций: «Восток», «Мирный» и «Новолазаревская». Основу сценариев составили повести цикла «Зов полярных широт» Владимира Санина: «В ловушке», «Трудно отпускает Антарктида» и «Семьдесят градусов ниже нуля».
В японской кинокартине 1983 года «Антарктическая история» события происходят в Антарктиде. В 2005 году был снят американский фильм «Белый плен», ремейк «Антарктической истории».
В американском научно-фантастическом фильме 1982 года «Нечто» действие разворачивается на американской научно-исследовательской станции в Антарктиде. В одноимённом приквеле 2011 года сюжет перенесён на норвежскую исследовательскую станцию.
В фантастическом экшн-хорроре 2004 года «Чужой против Хищника» состоящая из учёных и военных экспедиция оказывается в древнем городе, расположенном глубоко подо льдом в Антарктиде.

#### В музыке
Песня Вячеслава Бутусова «Антарктида».